# مدافن جبل حفيت
هي من أهم المناطق الأثرية التي تم العثور عليها في دولة الإمارات العربية المتحدة، حيث تقع تحديداََ في إمارة أبو ظبي على سفوح جبل (حفيت)، و أشارت بعض المصادر بأن عدد هذه المدافن قد تجاوز ال 500 مدفن، فهي عبارة عن مجموعة من القبور الجنائزية التي يعود تاريخها إلى العصر البرونزي.

## الموقع
تقع مدافن جبل حفيت على سفوح جبل حفيت في الإمارات العربية المتحدة داخل إمارة أبو ظبي، حيث تقع هذه الجبال في منطقة العين التي يبلغ إرتفاع قمتها ما يساوي 1249 متراََ، وتعتبر الاعلى في إمارة أبو ظبي وثاني أعلى قمة في الإمارات العربية المتحدة.

## تاريخها
يعود تاريخ مدافن جبل حفيت إلى فترة ما قبل الميلاد، حيث بنيت هذه القبور على مدار ما يقارب 500 عام أي ما بين 3200 و 2700 قبل الميلاد.
قامت البعثة الدنماركية في عام 1959 على إجراء العديد من عمليات التنقيب عن الآثار، حيث تم إكتشاف أن الإنسان قام على استوطان منطقة العين قبل الميلاد، حيث تم إثبات ذلك من خلال عثورهم على بعض الأدوات مثل الفخار والأدوات الحجرية في منطقة جبل حفيت حيث يستدل بأن هذه الأدوات يعود تاريخها إلى العصر البرونزي.
أشارت بعض المصادر بأن قصة هذه القبور تعود إلى أن مواطنين الإمارات العربية المتحدة القدامى كانوا يعتقدون بأن الأرواح سوف تعود للحياه بعد موتها، لذلك كانوا يدفنون الأسحلة والحلي مع الموتى في قبورهم، حيث كانوا يقومون على بني القبور بالطريقة التي تتناسب مع هذا الغرض.
تم الإشارة إلى أن هذه القبور تم إعاد إستخدامها حتى إنتشرت في حقبة العصر الحديدي الذي إمتد ما بين 1000 إلى 600 ما قبل الميلاد.
بعد عمليات التنقيب التي حدث، تم إدراج موقع مدافن جبل حفيت إلى قائمة مواقع اليونوسكو؛ حيث على عكس العديد من مواقع اليونسكو الأخرى حول العالم ، يتمتع الزوار بحرية استكشاف كل مقابر حفيت في الوادي مع عدم وجود ممرات مشاة مرصوفة حيث يقدم المشهد (الذي لم يتغير منذ آلاف السنين) نظرة ثاقبة حية وجوية لثقافة حفيت القديمة.

## محتويات القبور

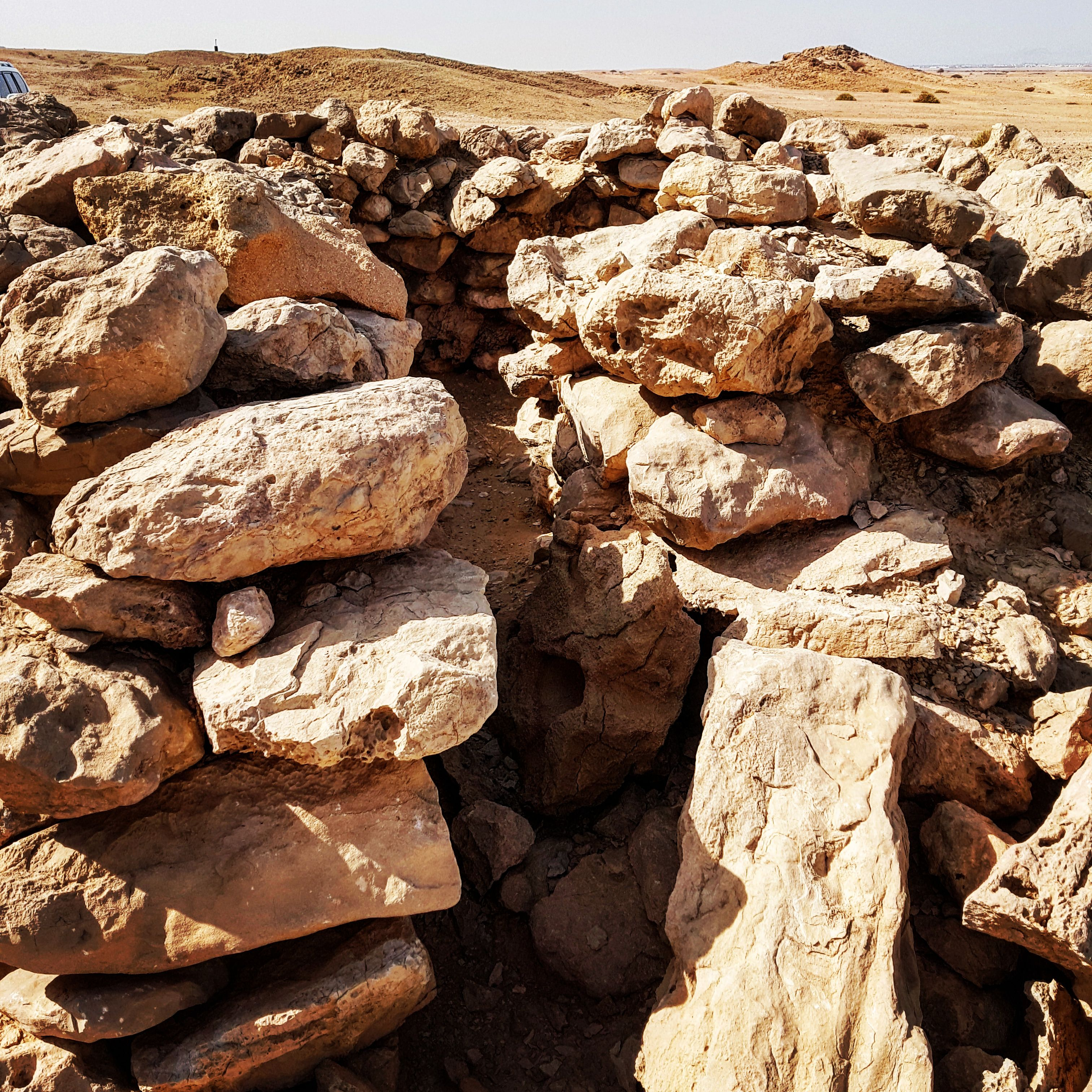
صورة لأحد القبور عن قرب، توضح كيفية بناء القبور وكيفية ترتيب الصخور بطريقة غير نظامية مما أعطى هذه المدافن العديد من الميزات الجمالية.

تحتوي مدافن جبل حفيت على غرفة دفن واحدة مبنية من الحجارة المحلية غير المتماثلة التي تجلس بشكل مهيب و جميل على قمة وسفوح جبال حفيت، وتحتوي بعض هذه المقابر على بقايا هياكل عظمية وعلى العديد من المرفقات، حيث تم العثور على العديد من الأواني الفخارية بداخلها، وتم أيضا العثور على نوعين من الخرز؛ خرزاََ على شكل حبيبات صغيرة ذات اللون المخلوط بين الأزرق والأخضر وخرزاََ مصنوعاََ من حجارة مأخوذة من البيئة المحيطة ذات الشكل الرباعي المتساوي أو الغير متساوي الزوايا، وأيضا تم العثور على مجموعة من الخناجر ورؤوس حراب التي يعود ميلادها إلى الألفية الثانية قبل الميلاد، وأيضا بعض الأواني المصنوعة من الحجر الصابوني الأملس.

## برامج السياحة
يستطيع الآن جميع السائحين حول العالم القادمين إلى الإمارات العربية المتحدة من مشاهدة مقابر جبل حفيت بصحبة مجموعة من المرشدين السياحيين في رحلة يقوم على تنظيمها منتزه جبل حفيت الصحراوي، حيث يستطيع الزوار أن يقومون على استكشاف التنوع البيولوجي الغني والتاريخ الطويل في المنطقة، ومن جانب آخر يمكنهم أيضاََ التخييم داخل حديقة جبل حفيت الصحراوية.

## معرض الصور

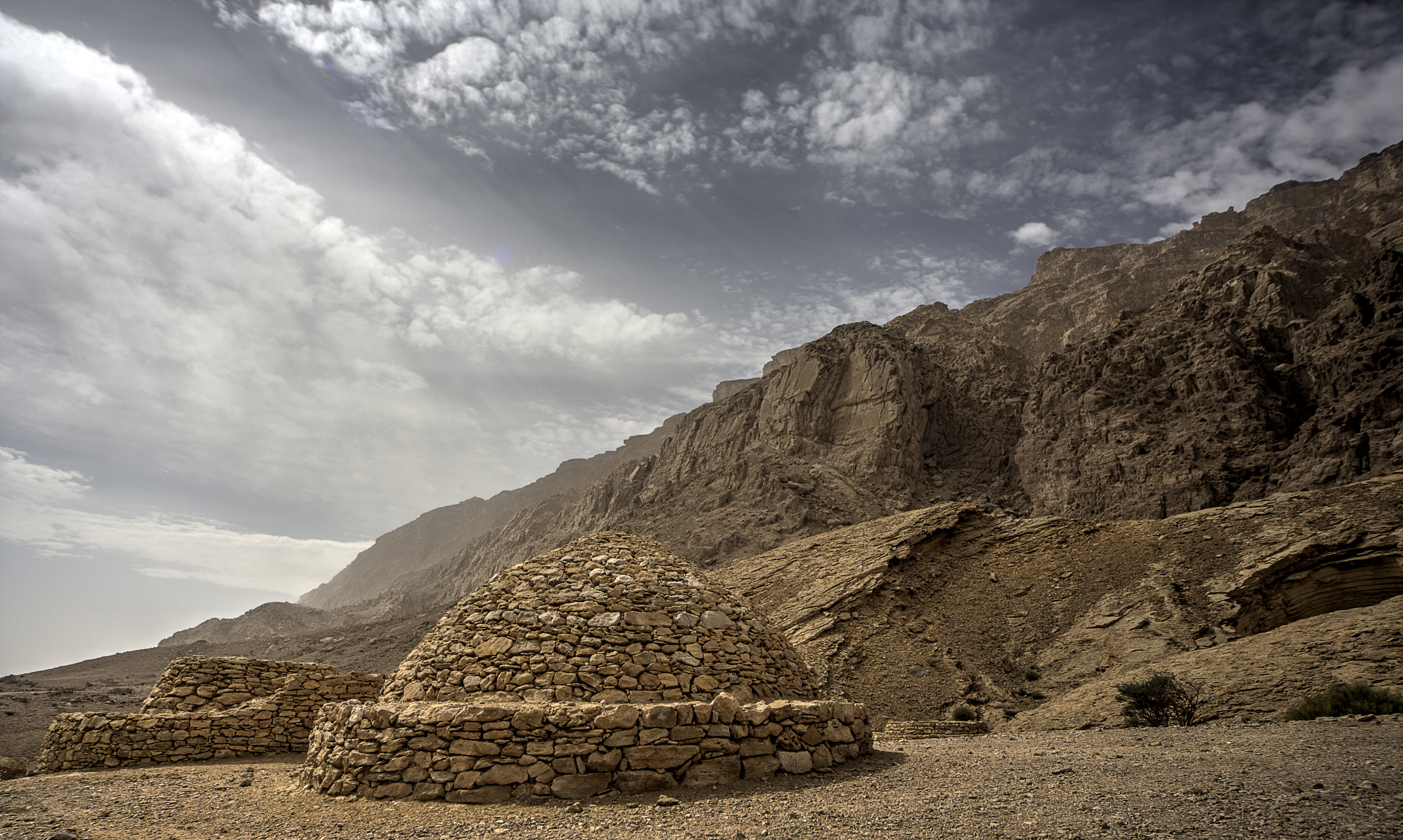
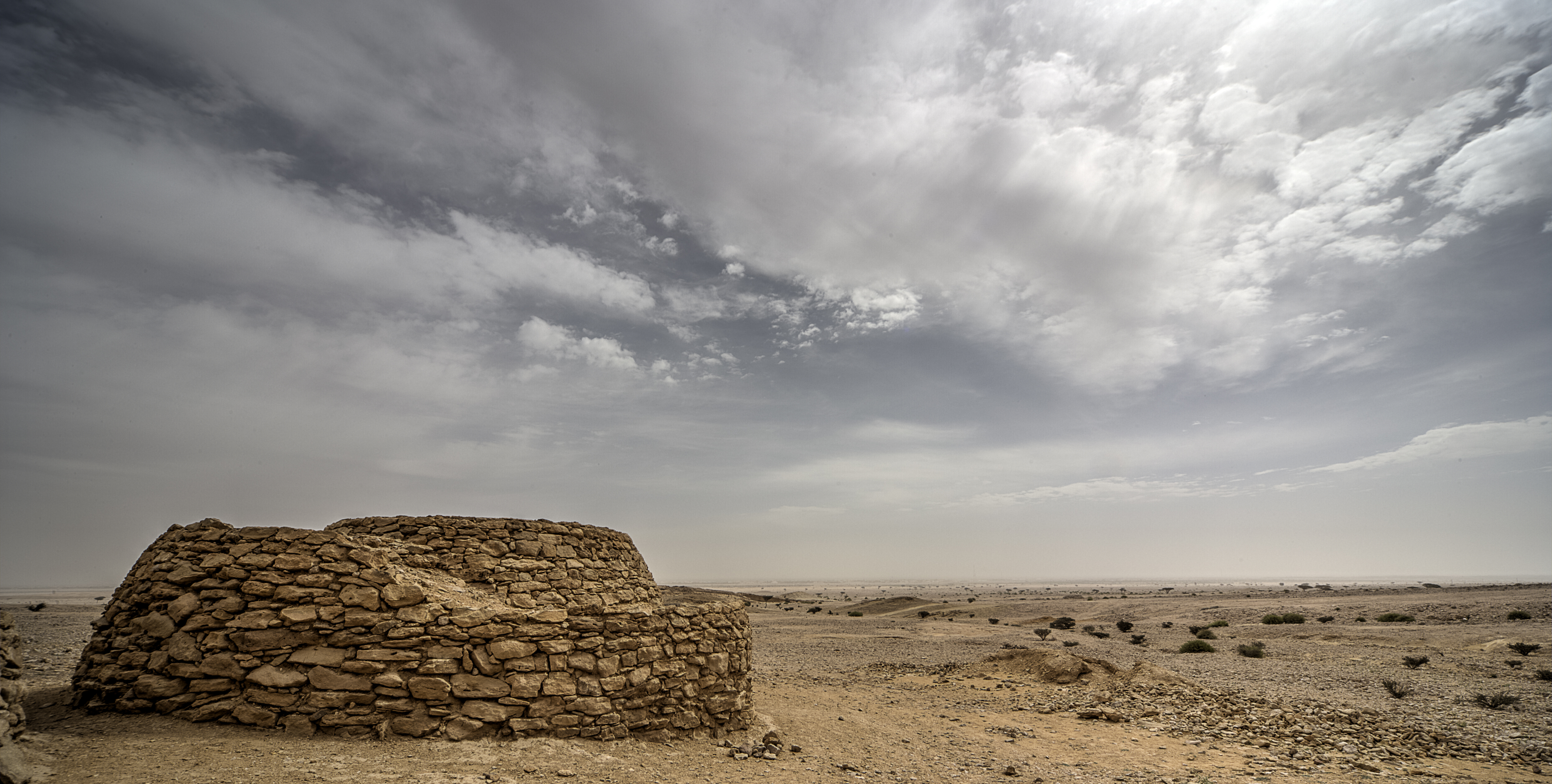
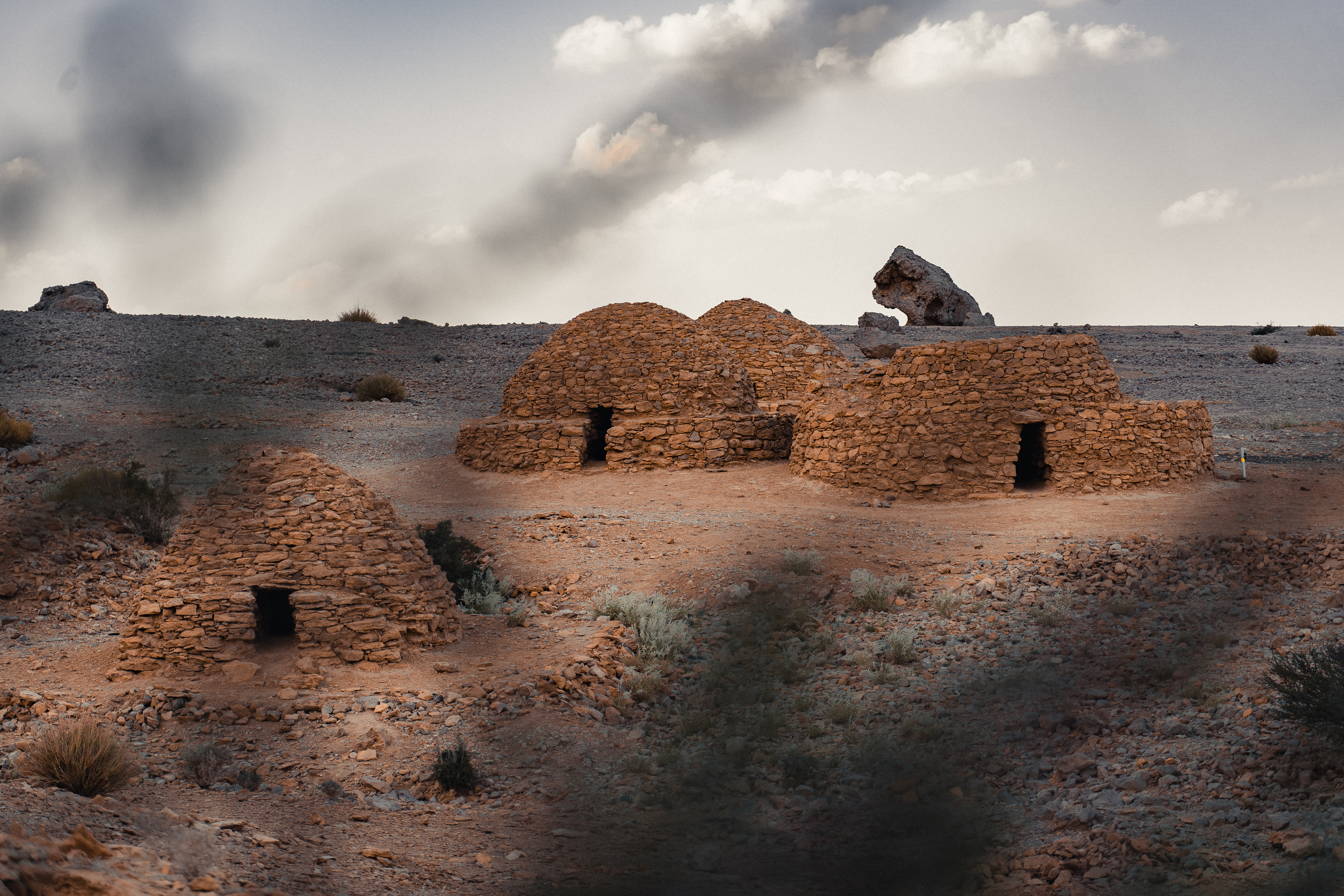
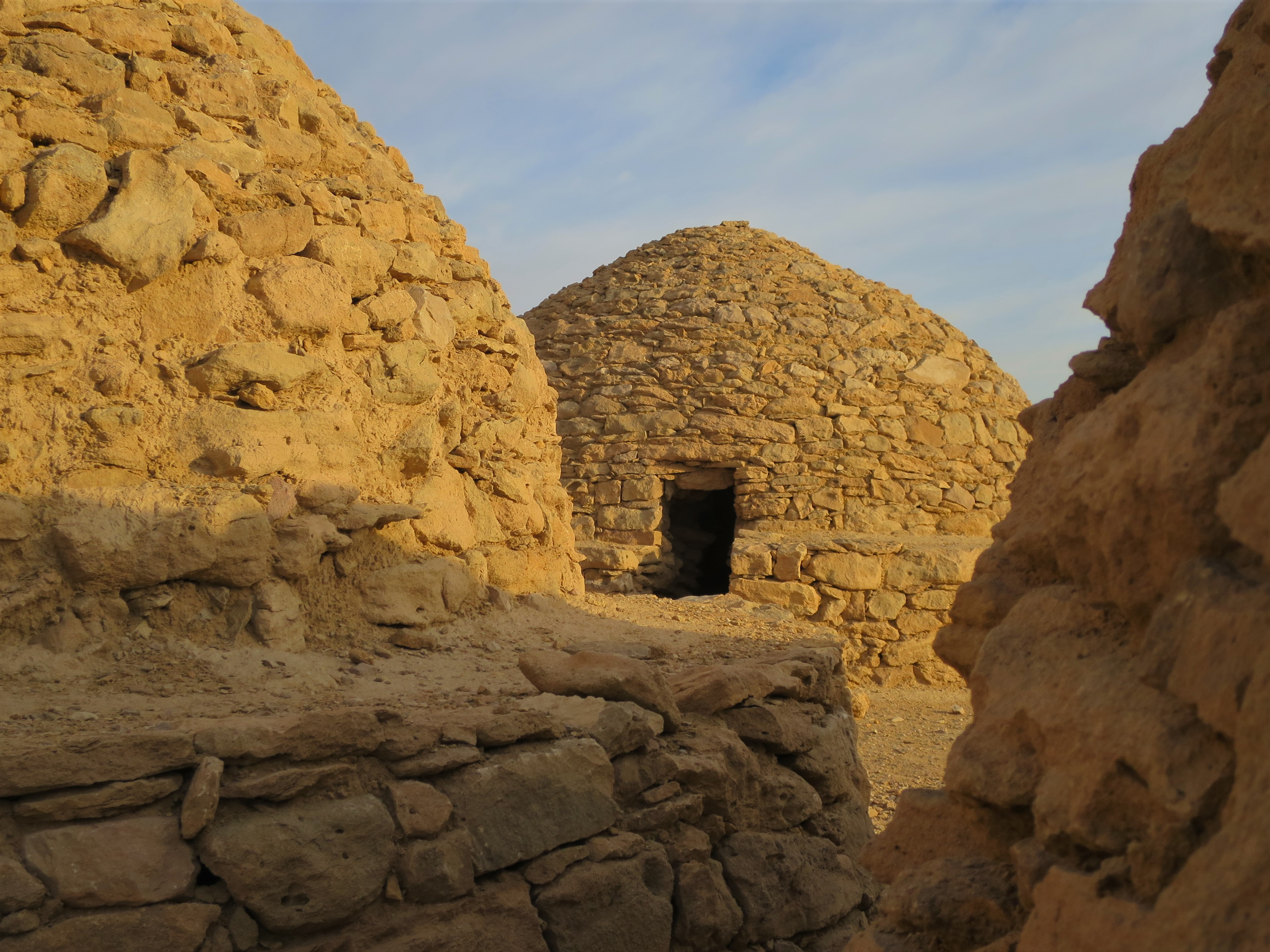
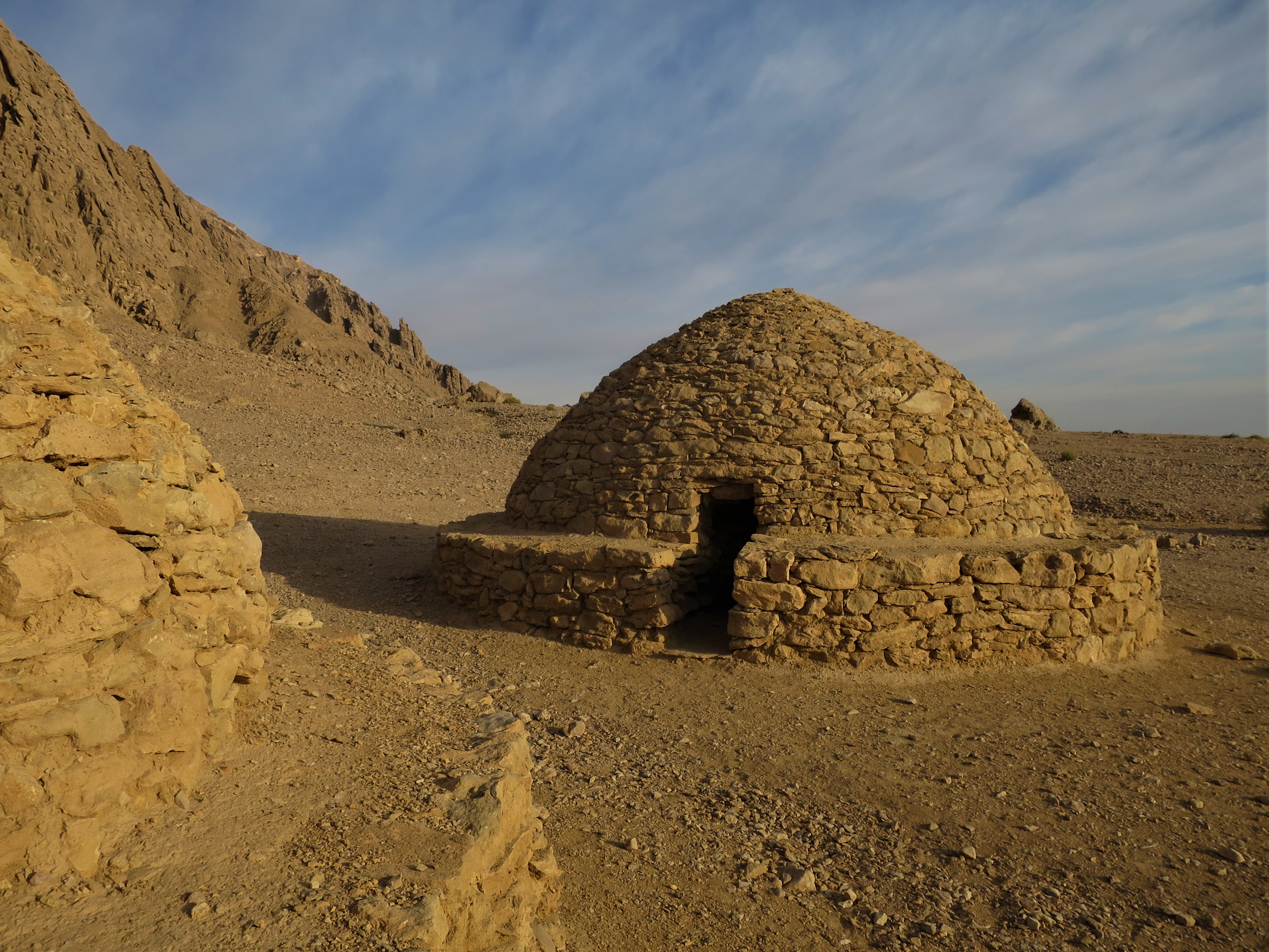
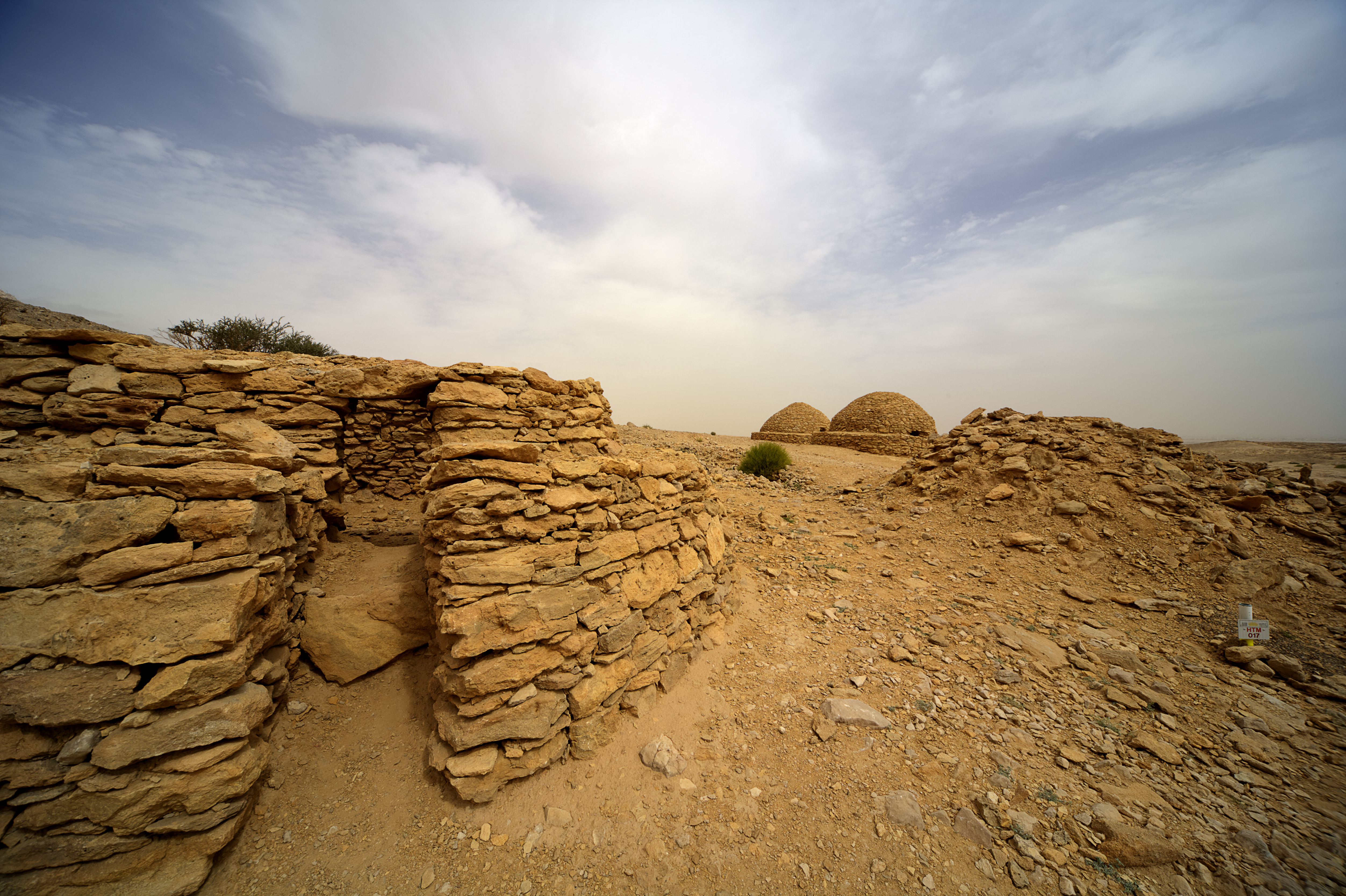
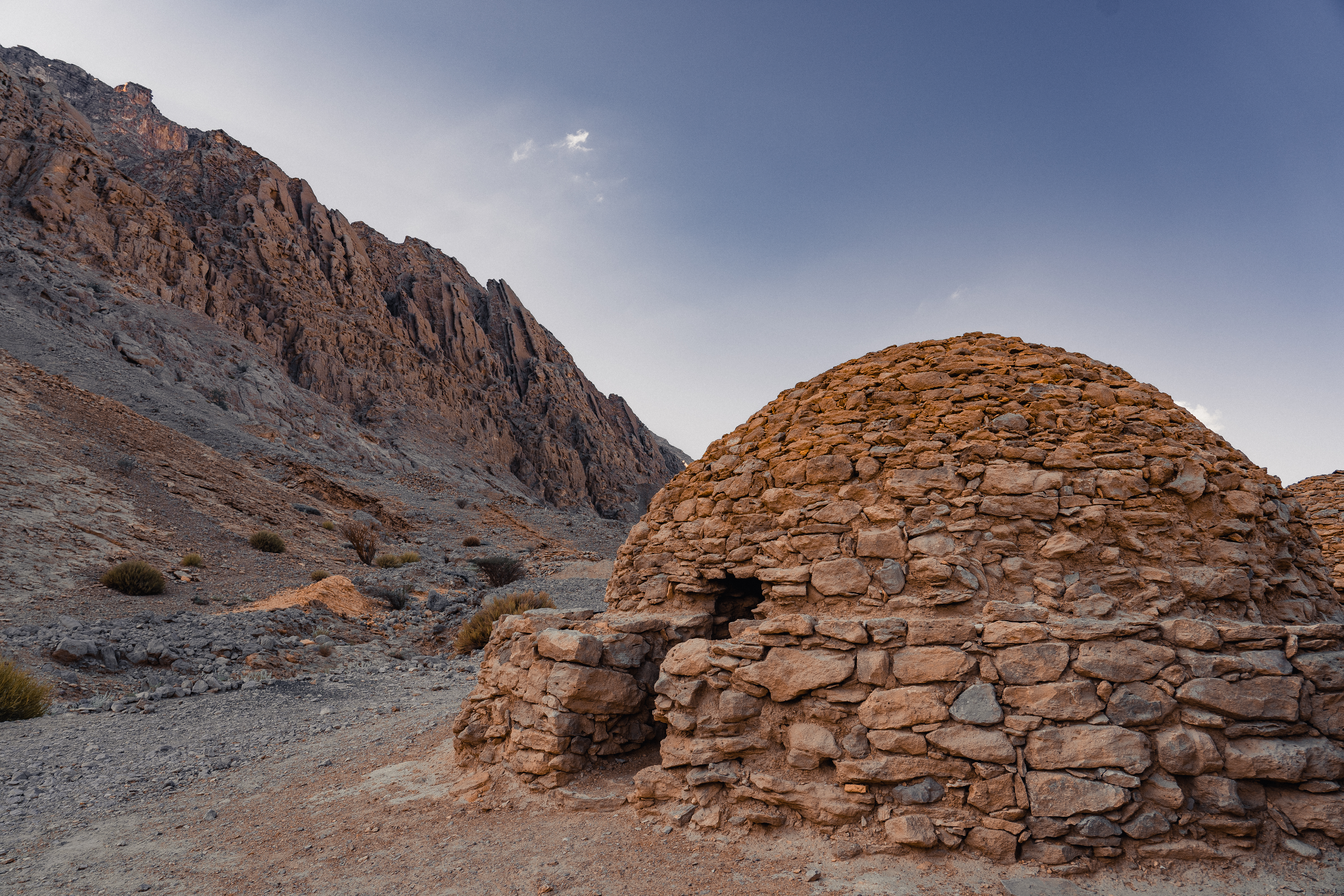
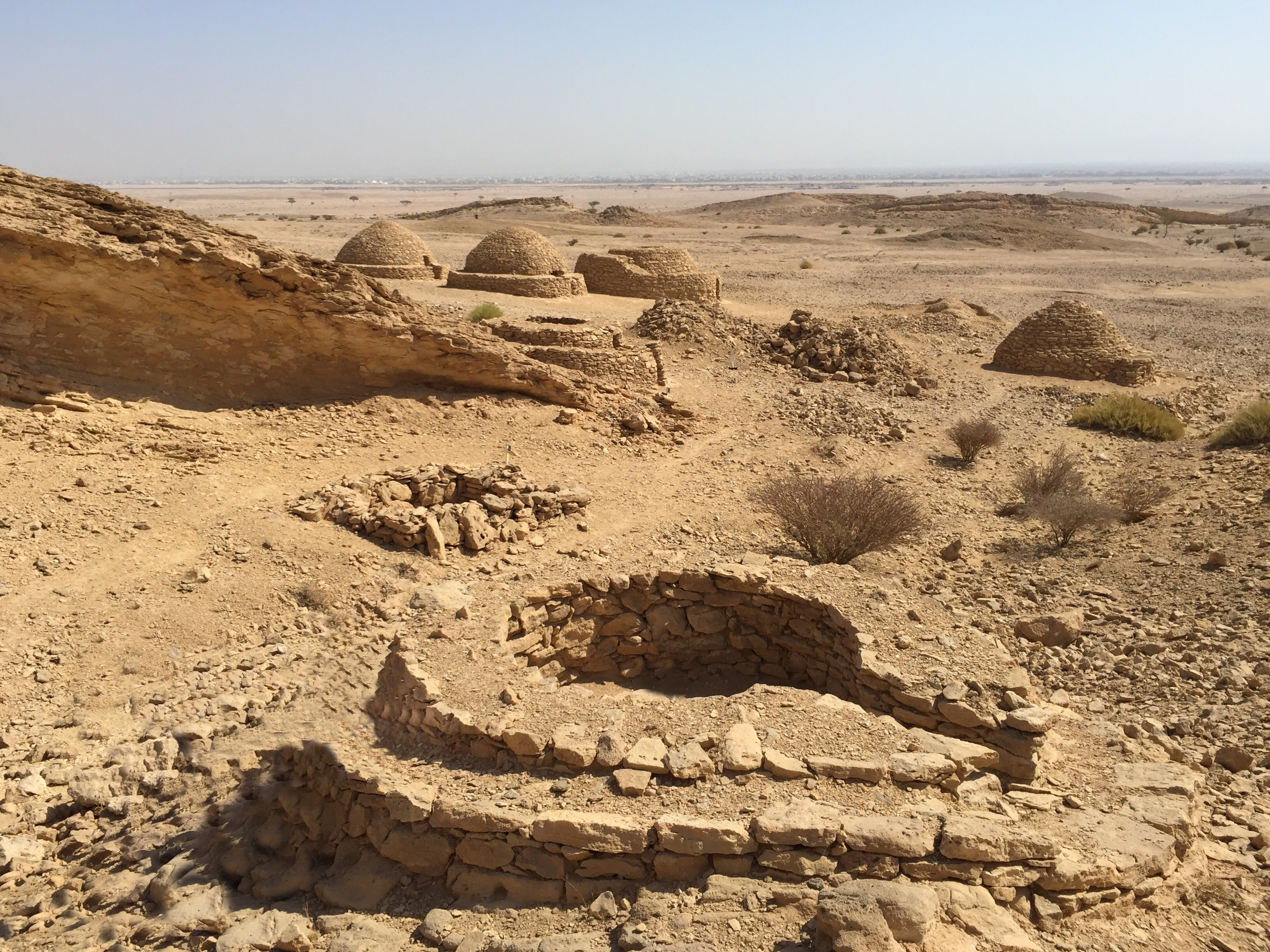
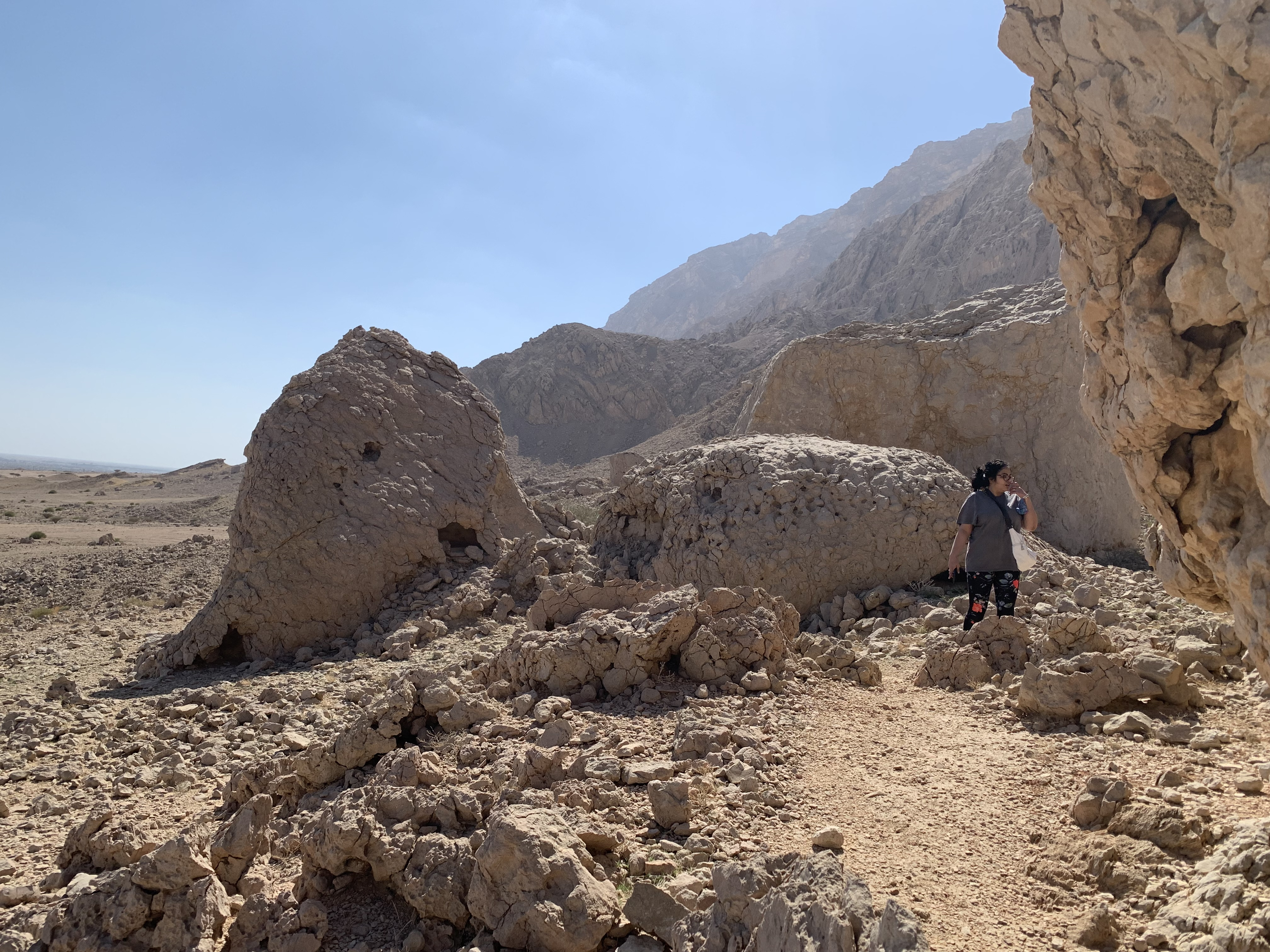
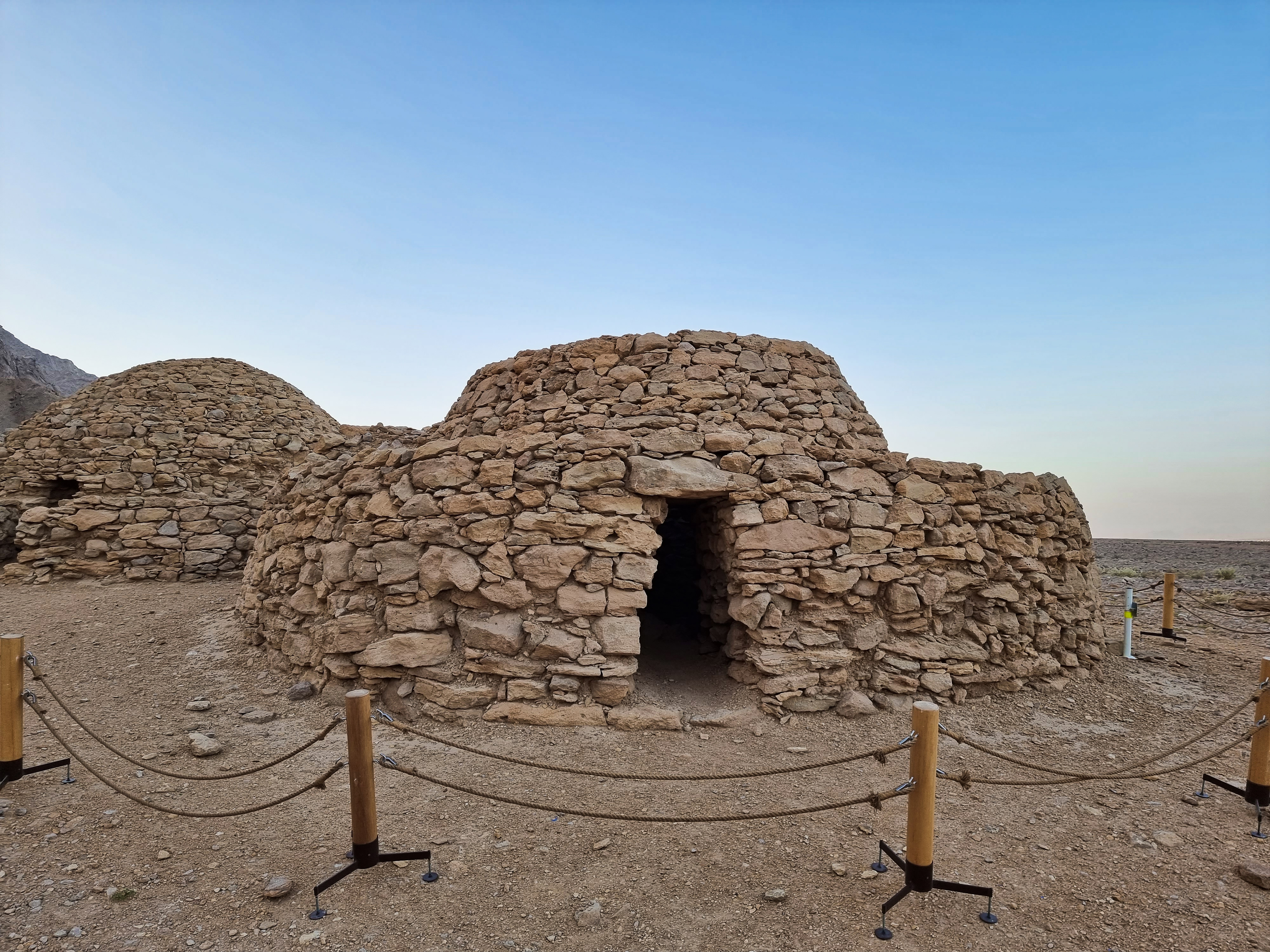
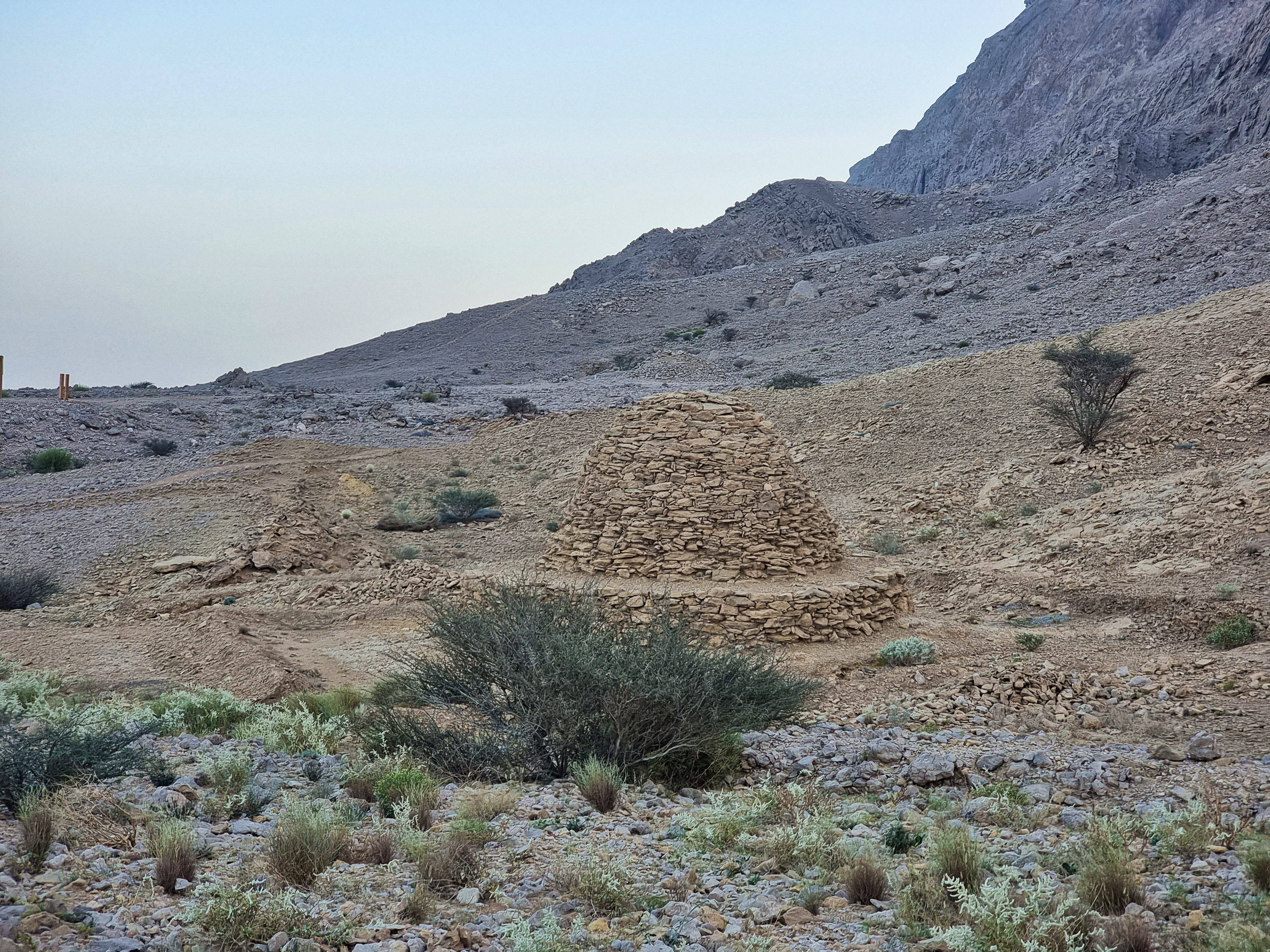
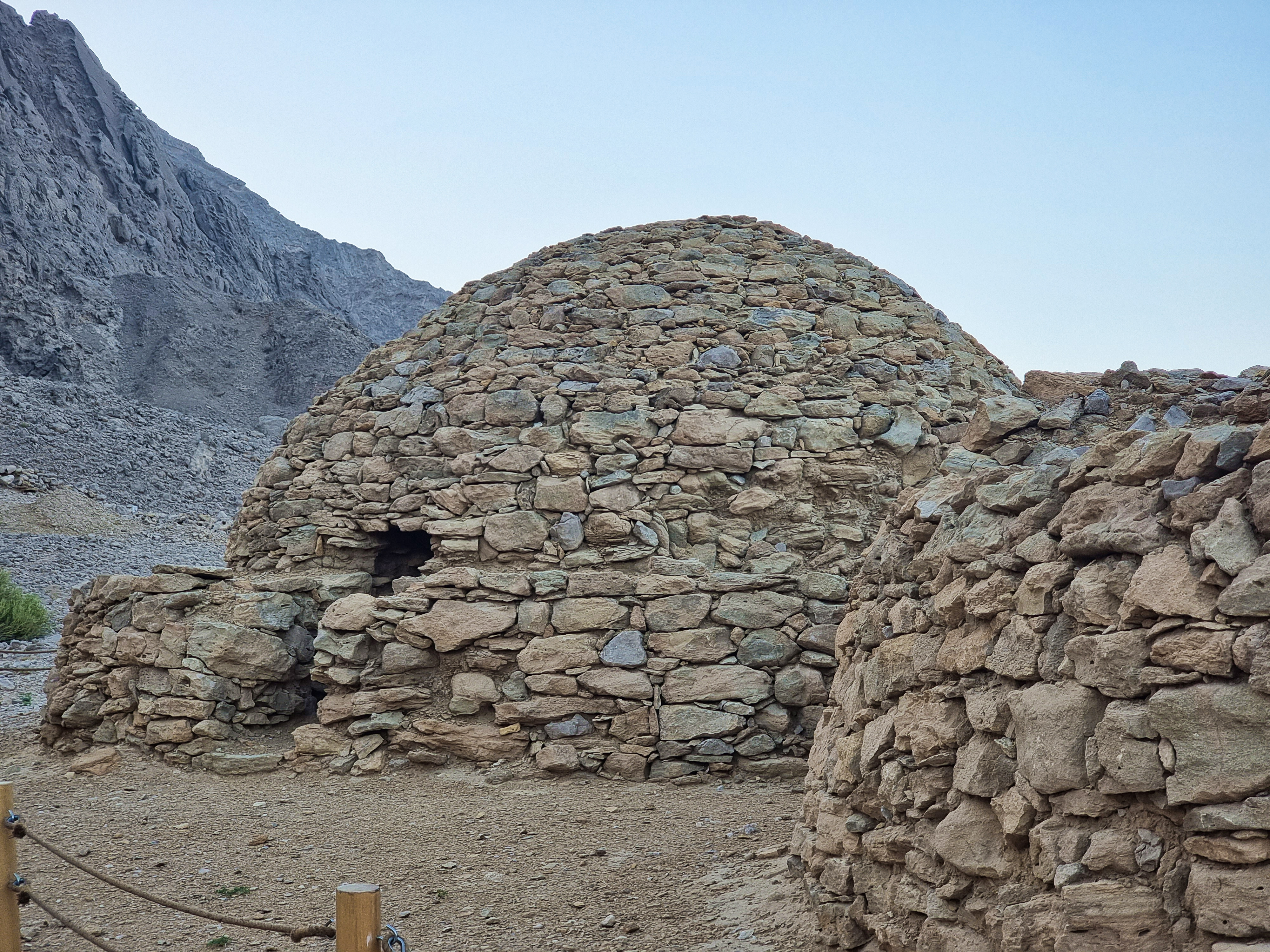
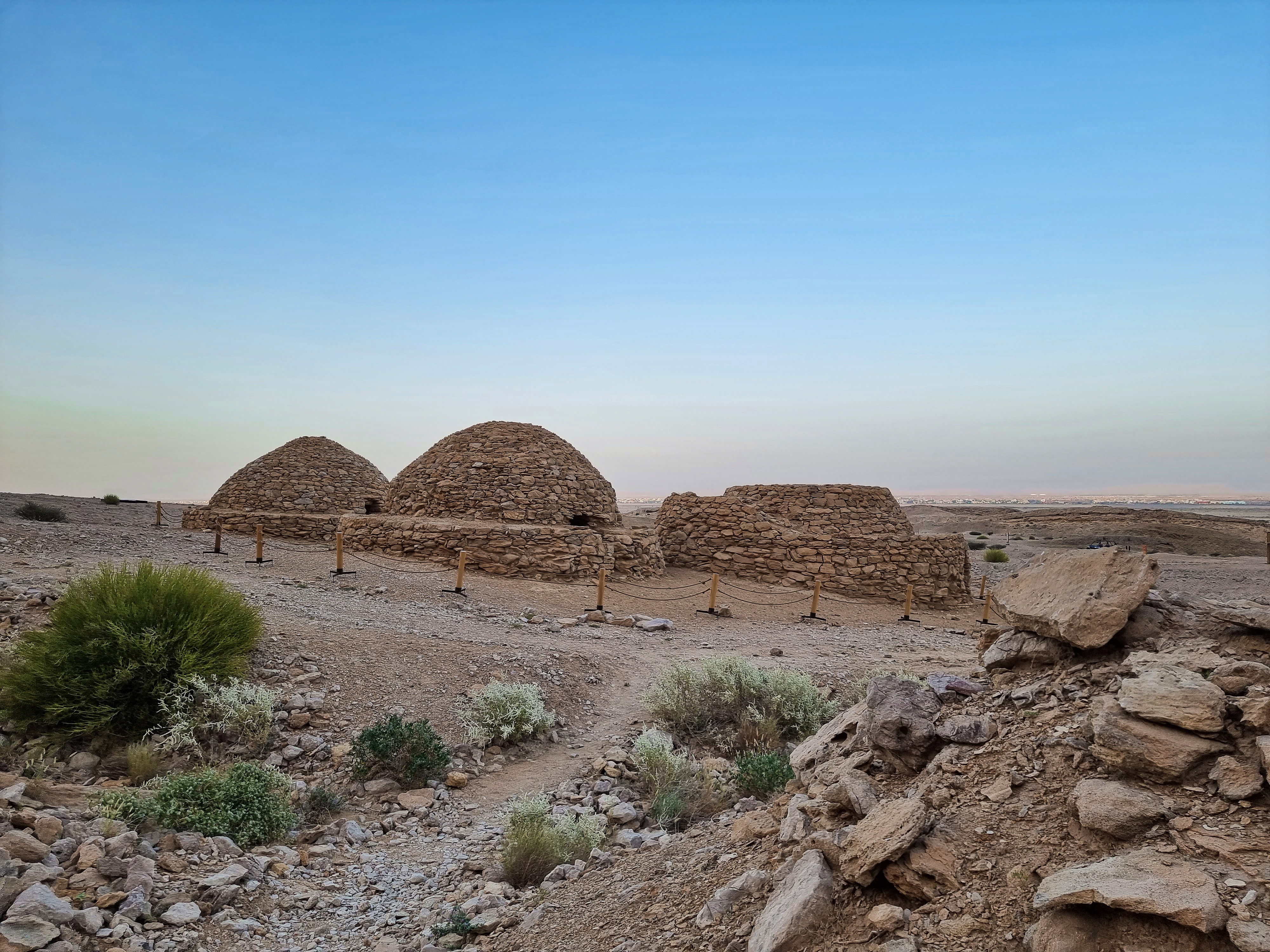
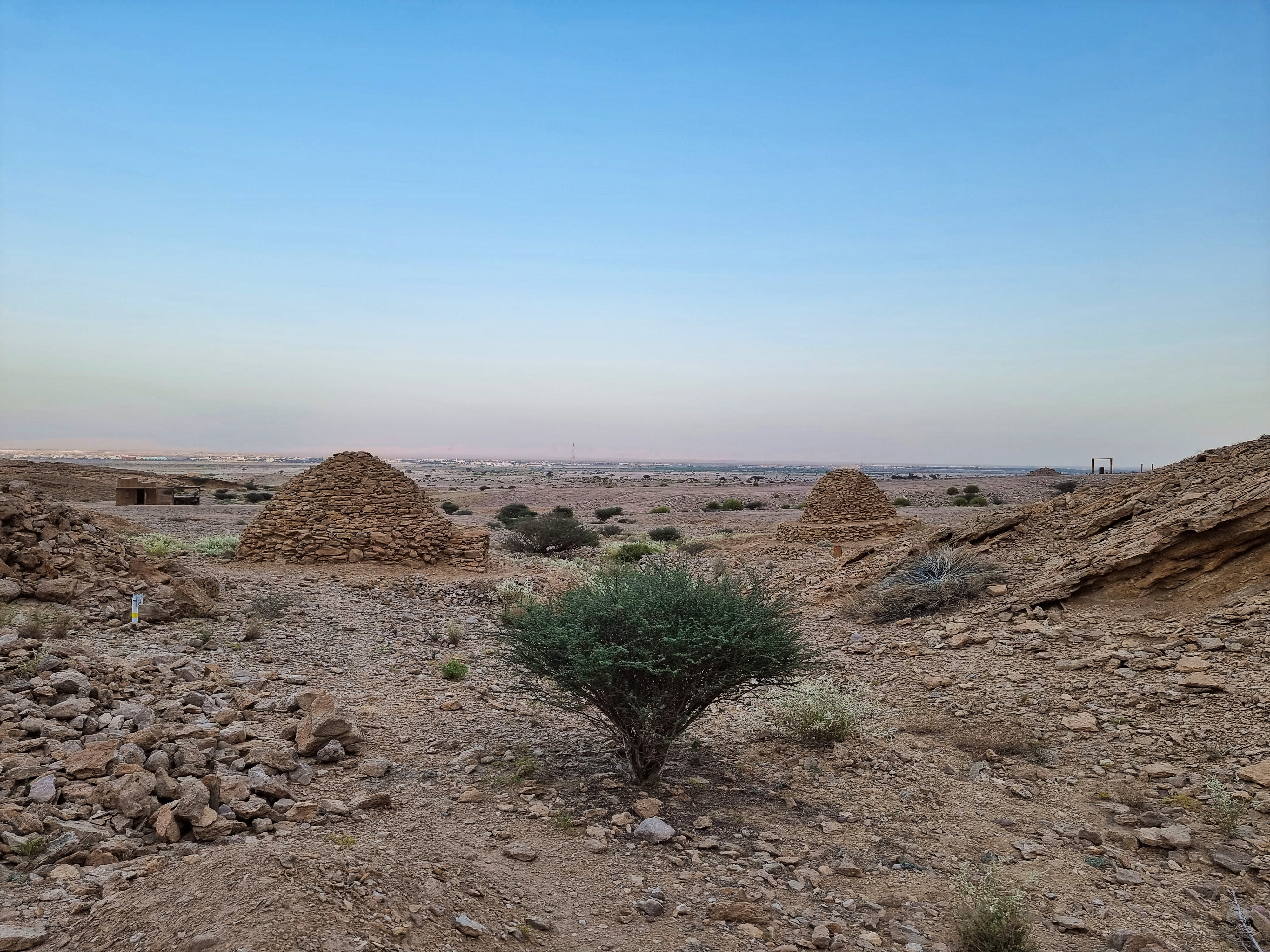
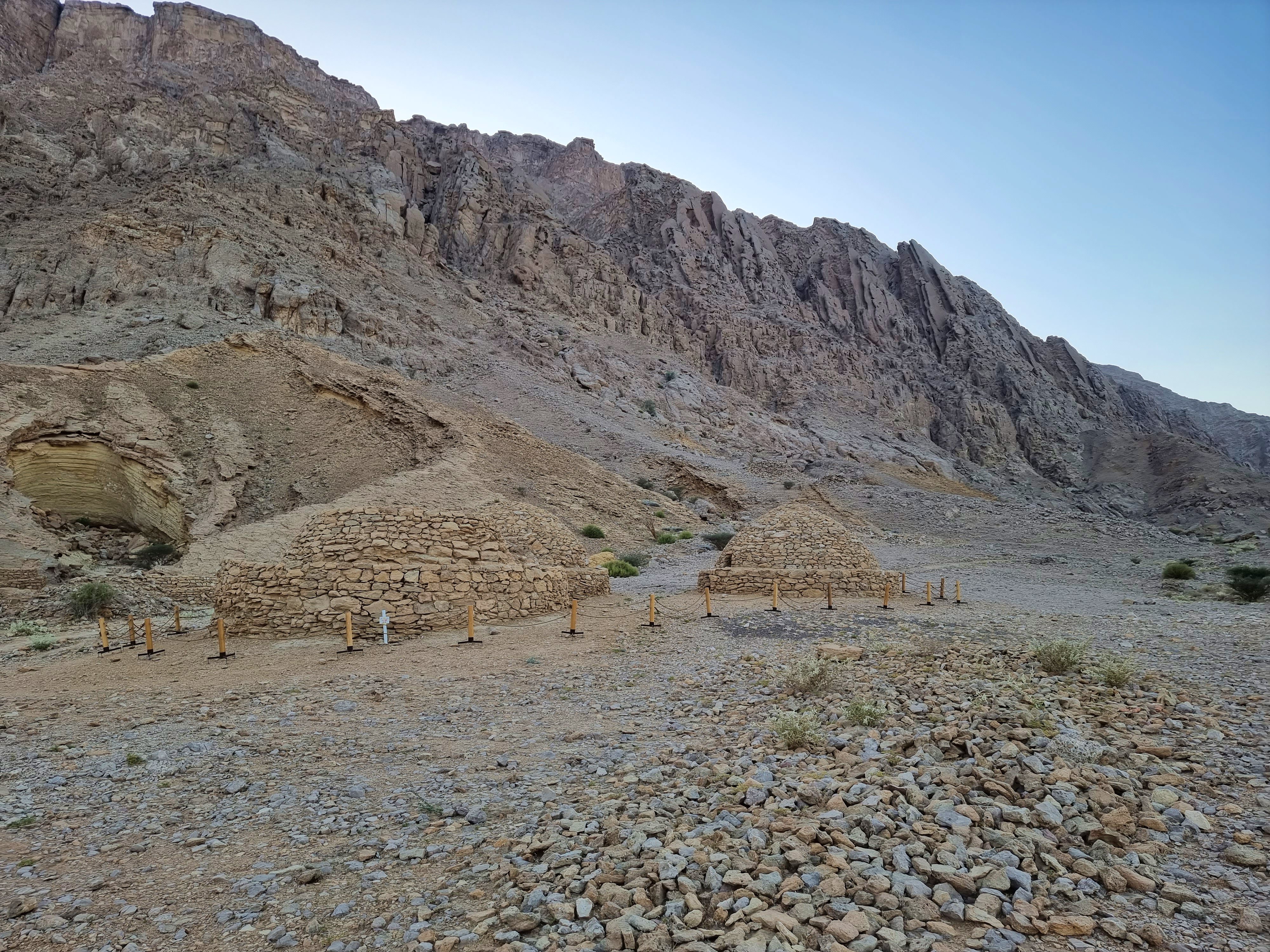
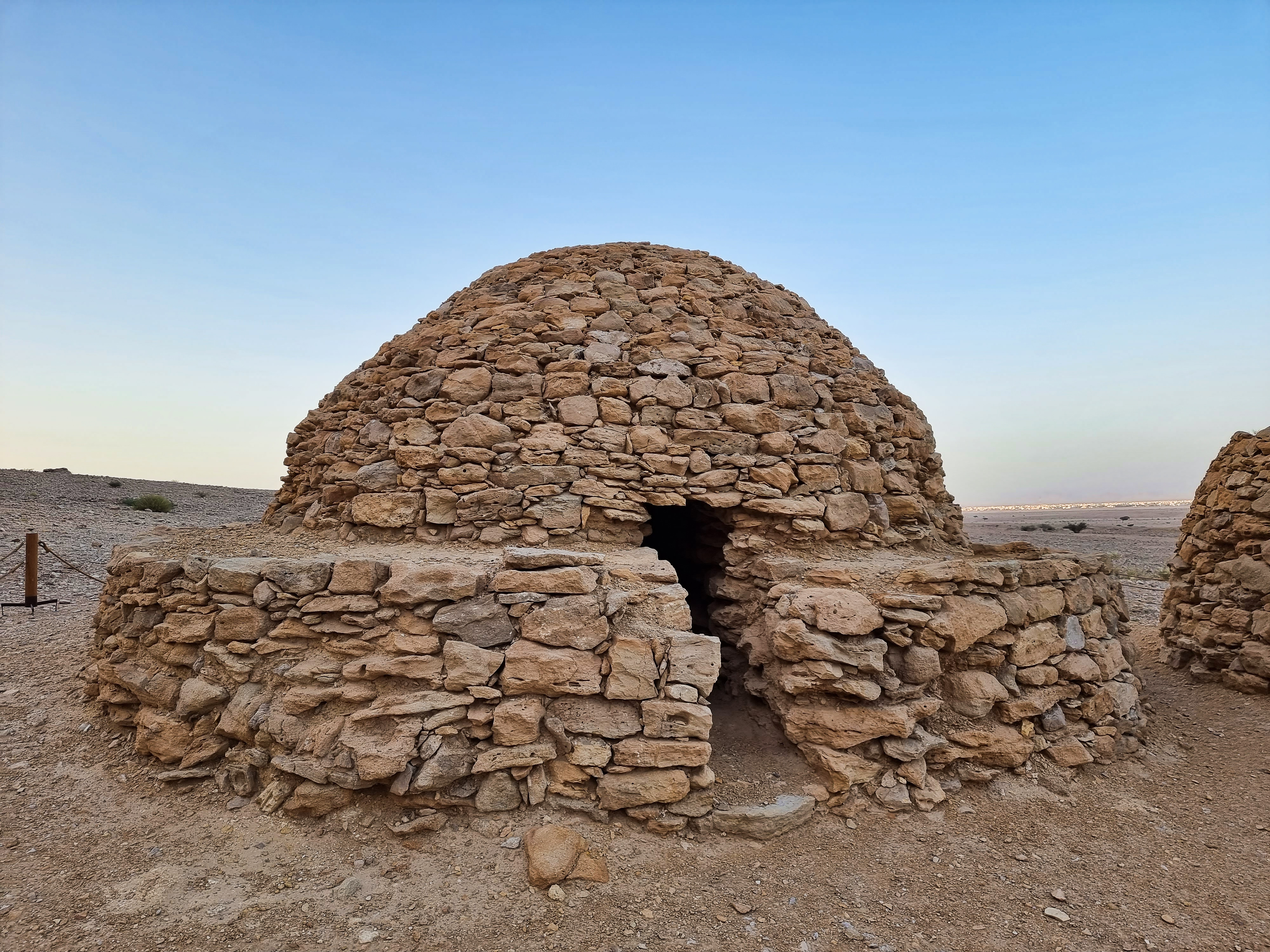
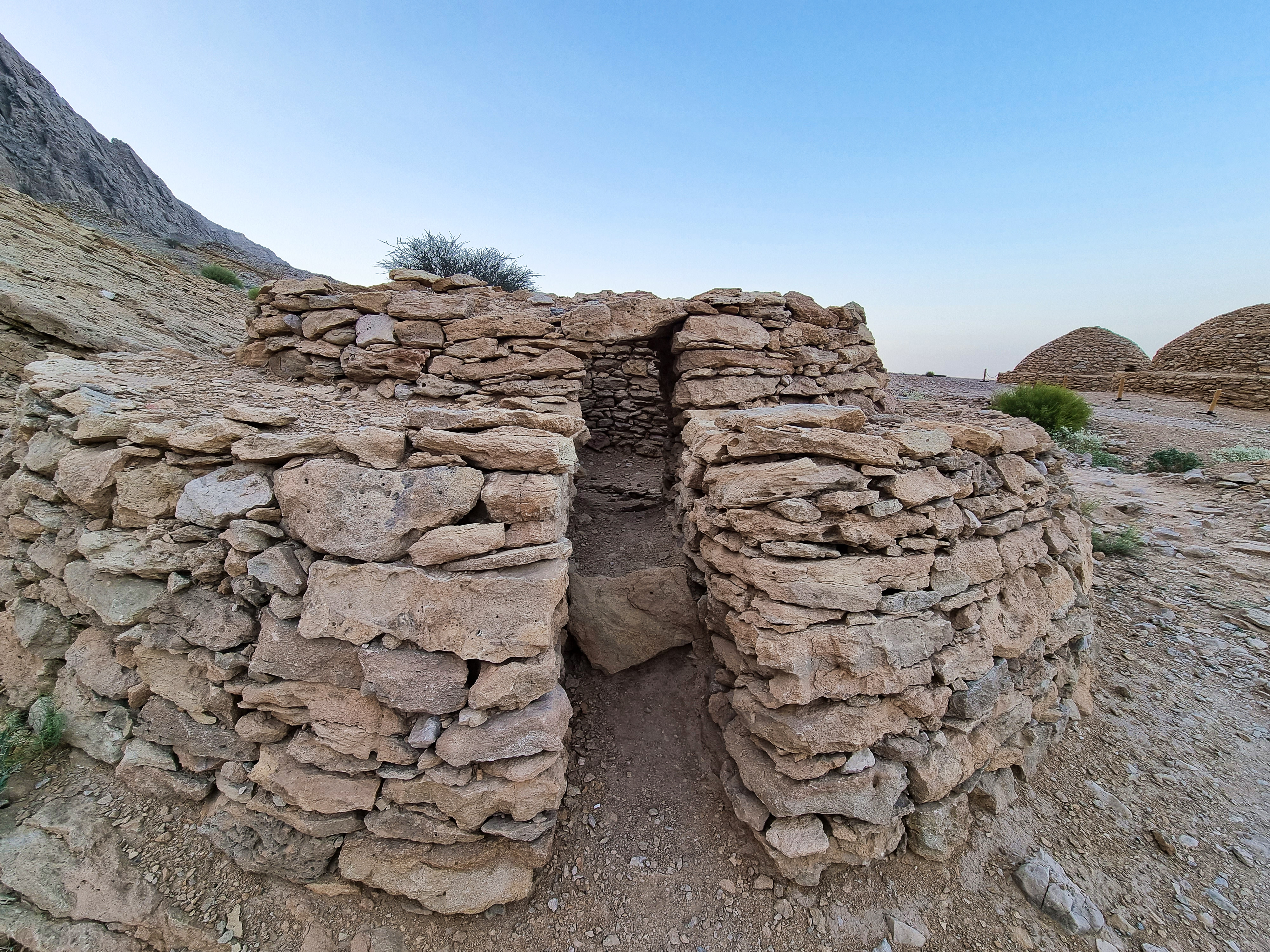
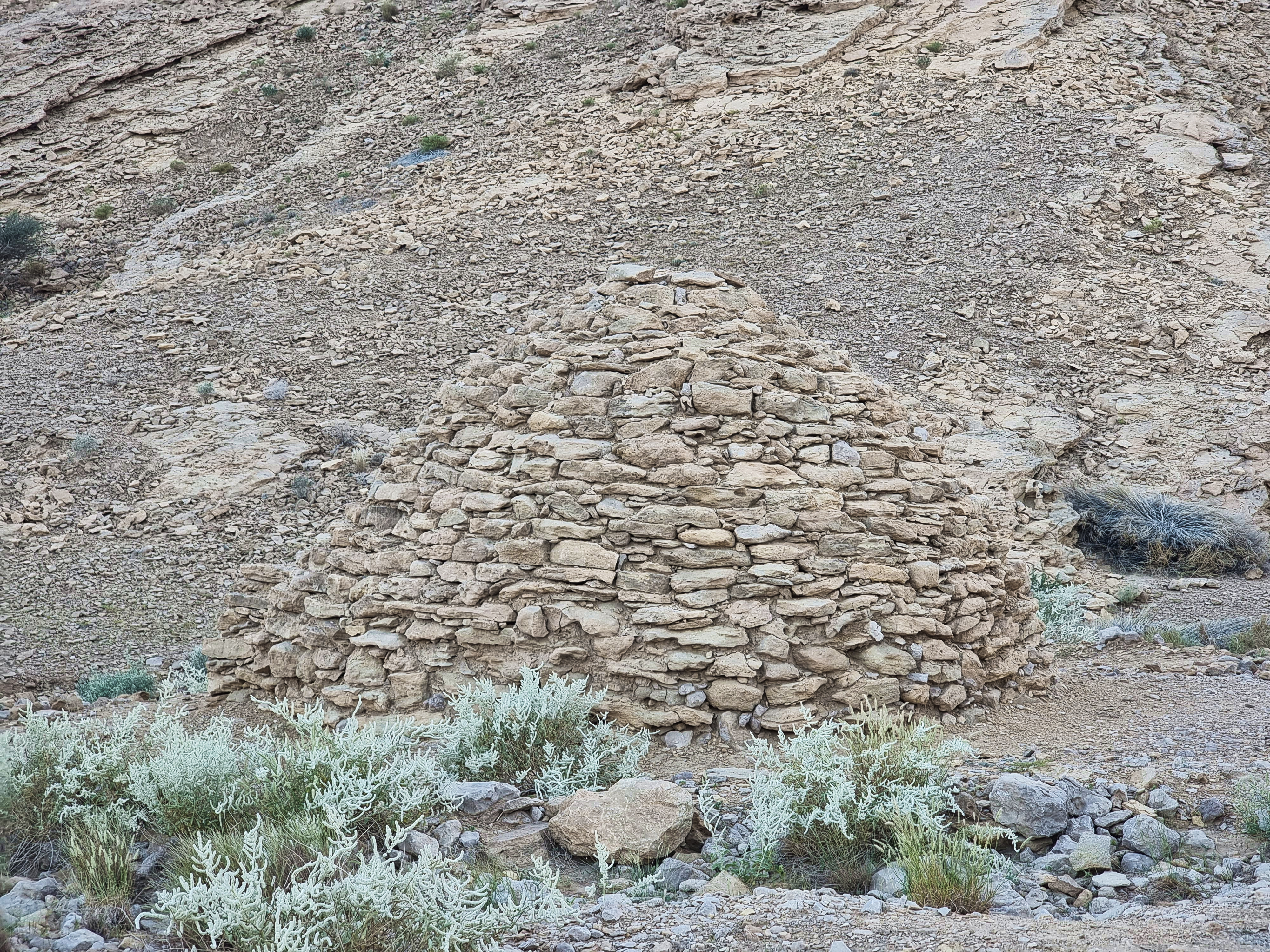
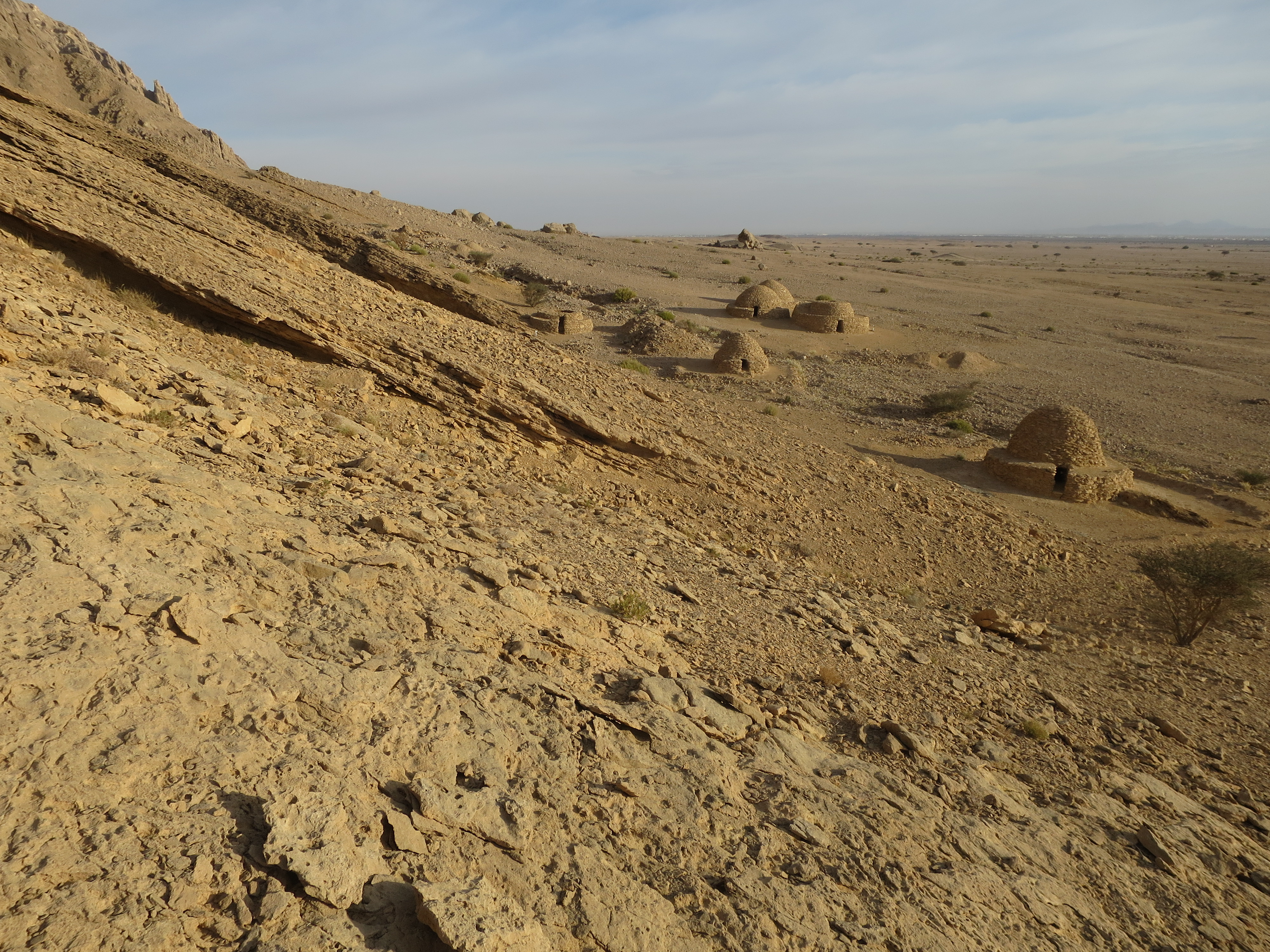
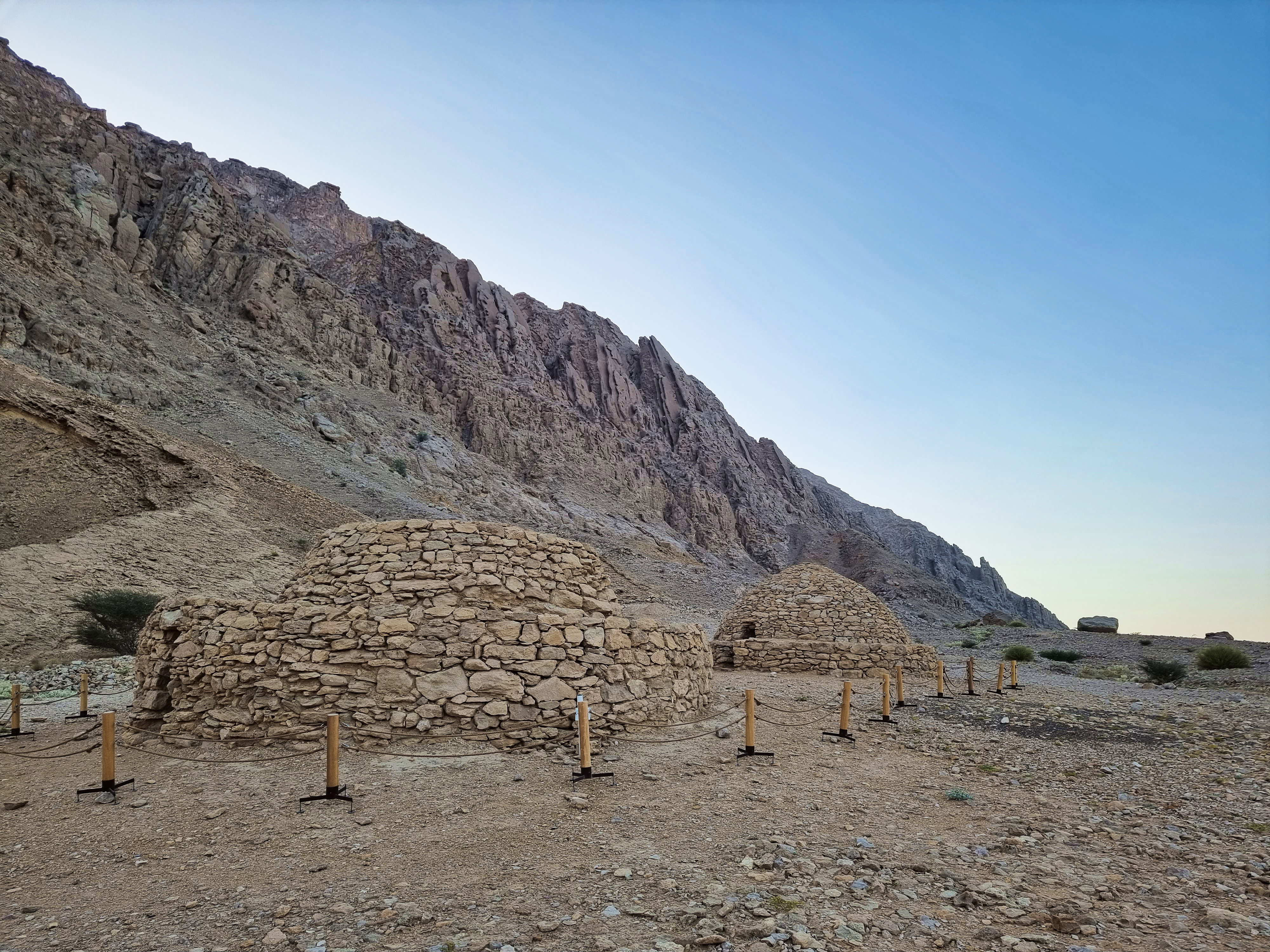
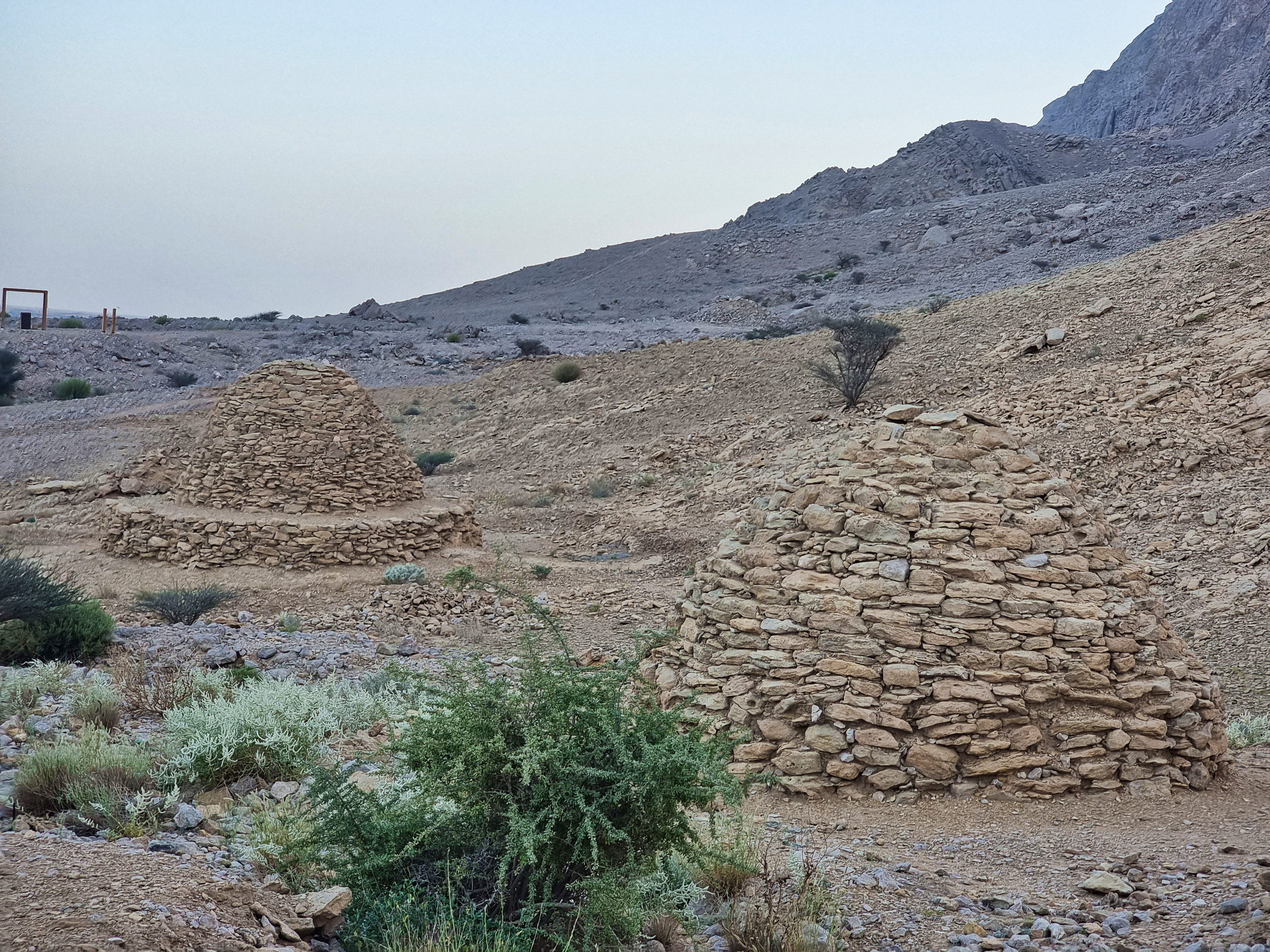
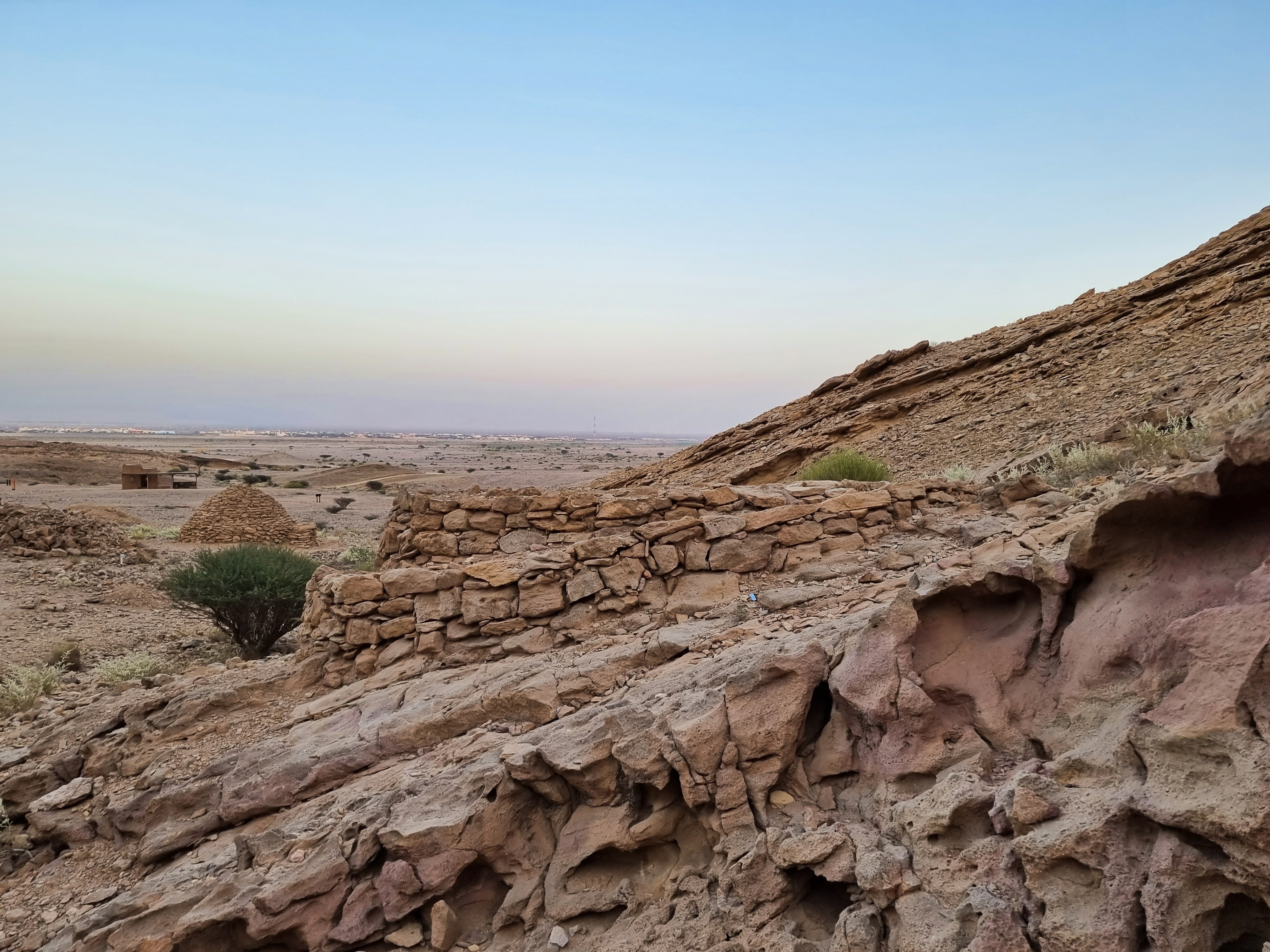
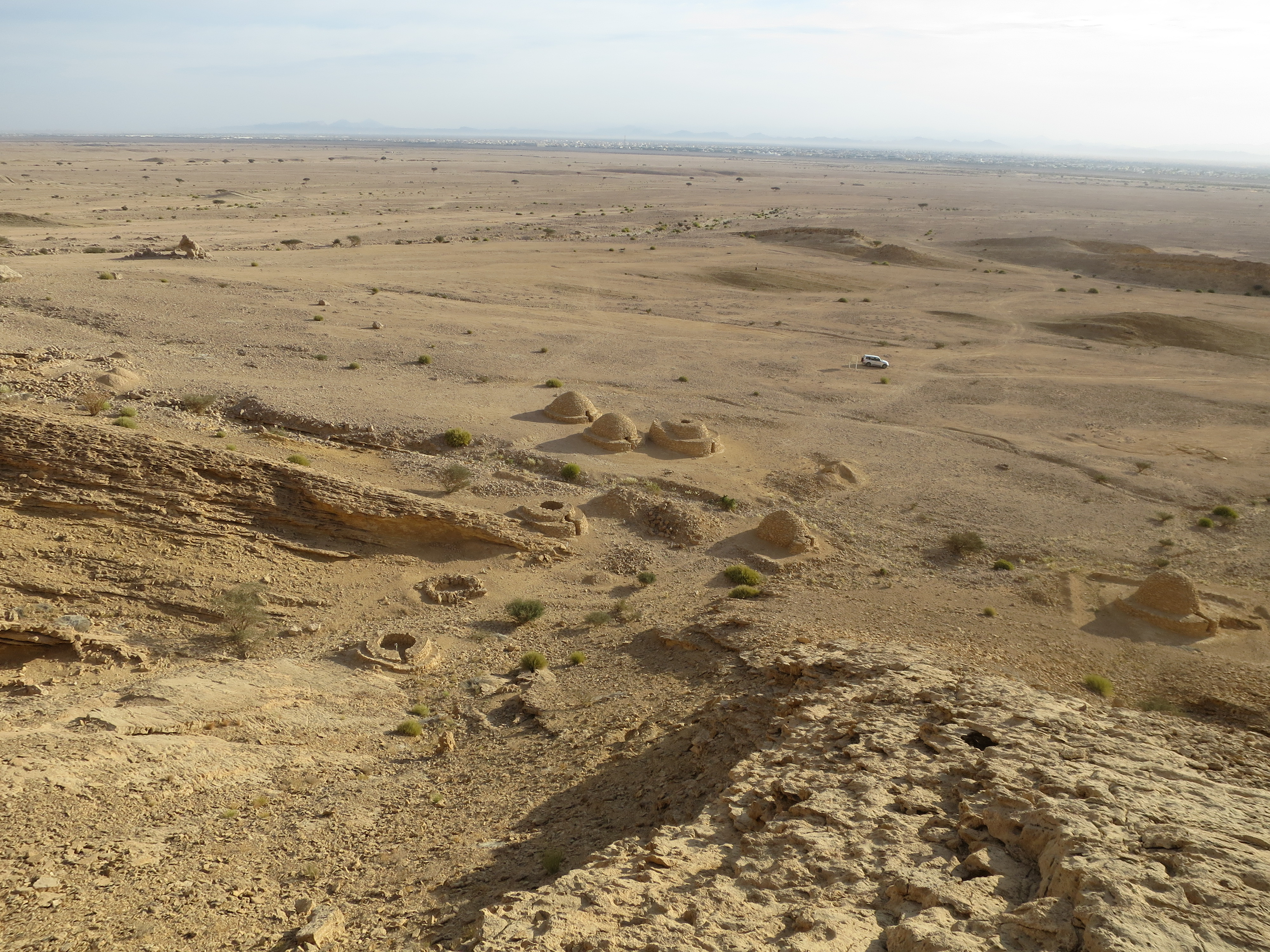
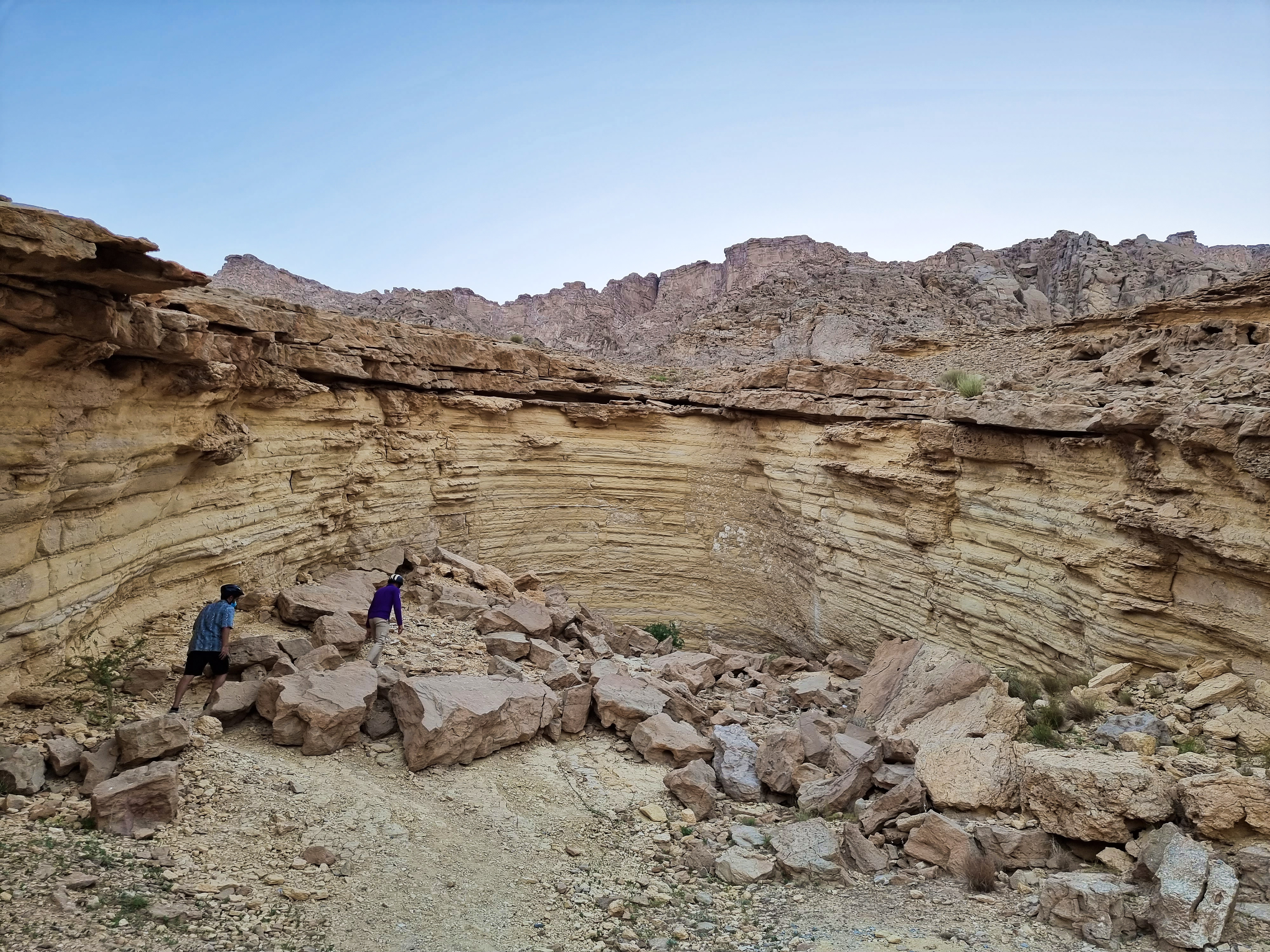
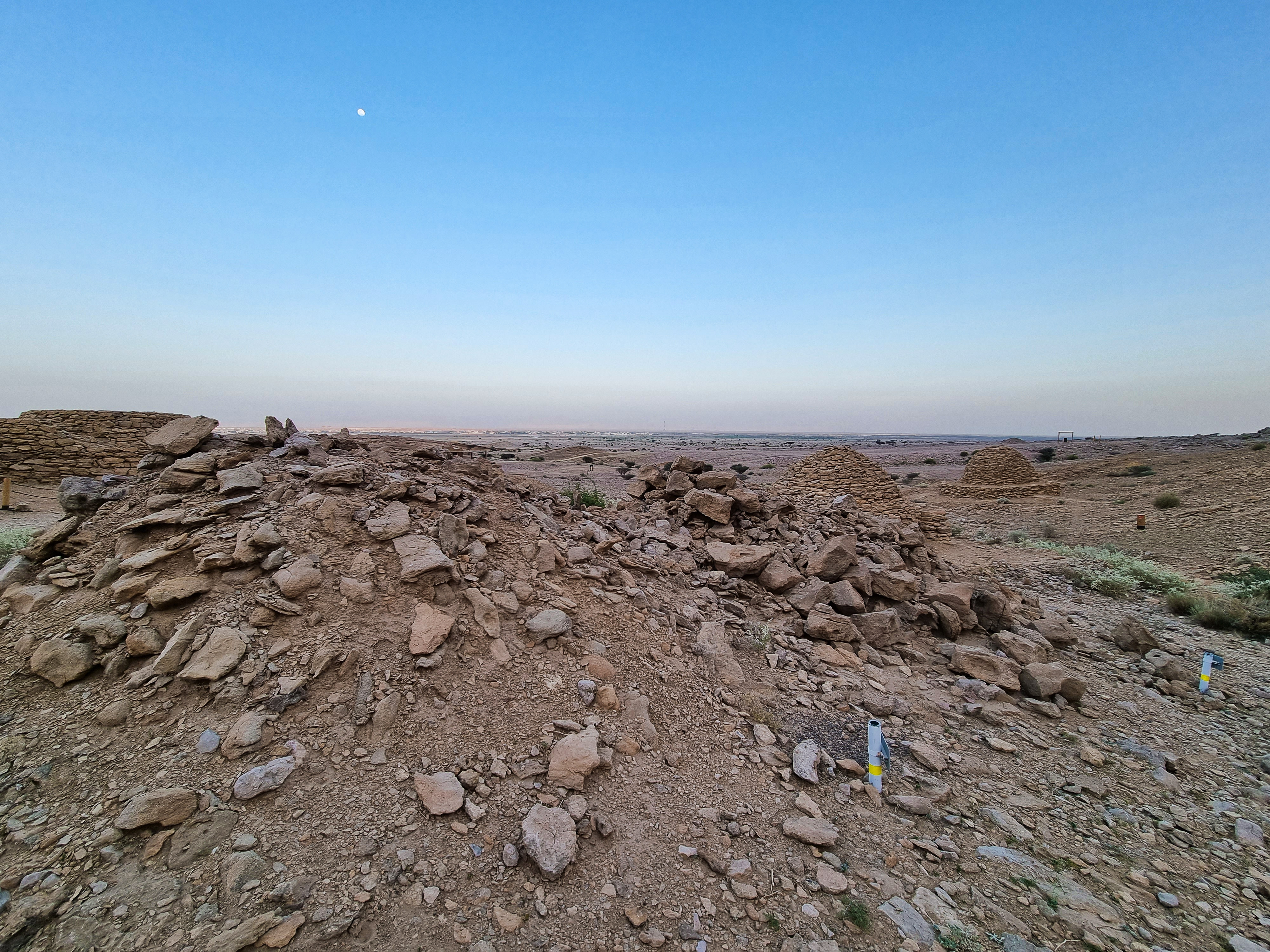
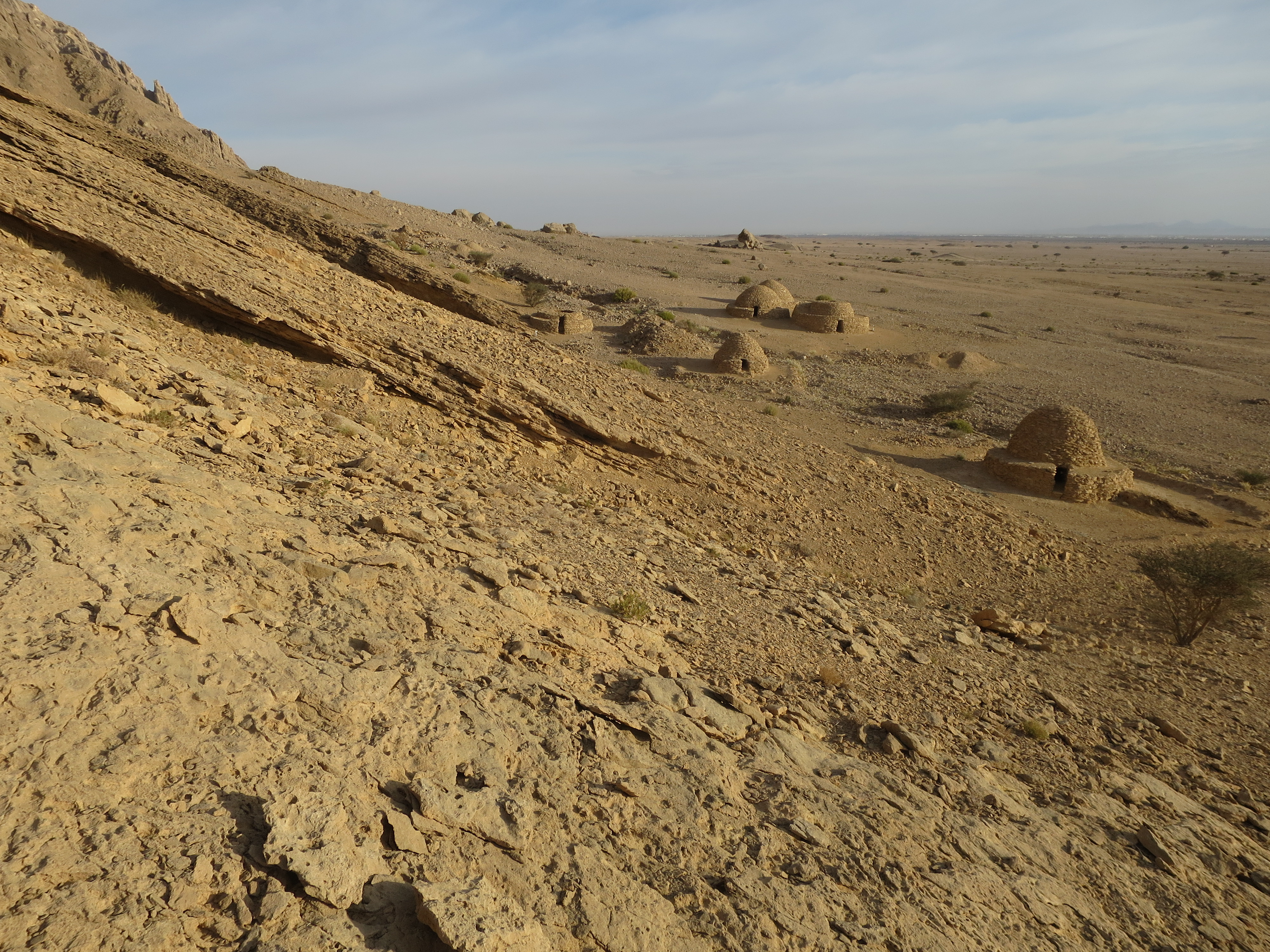
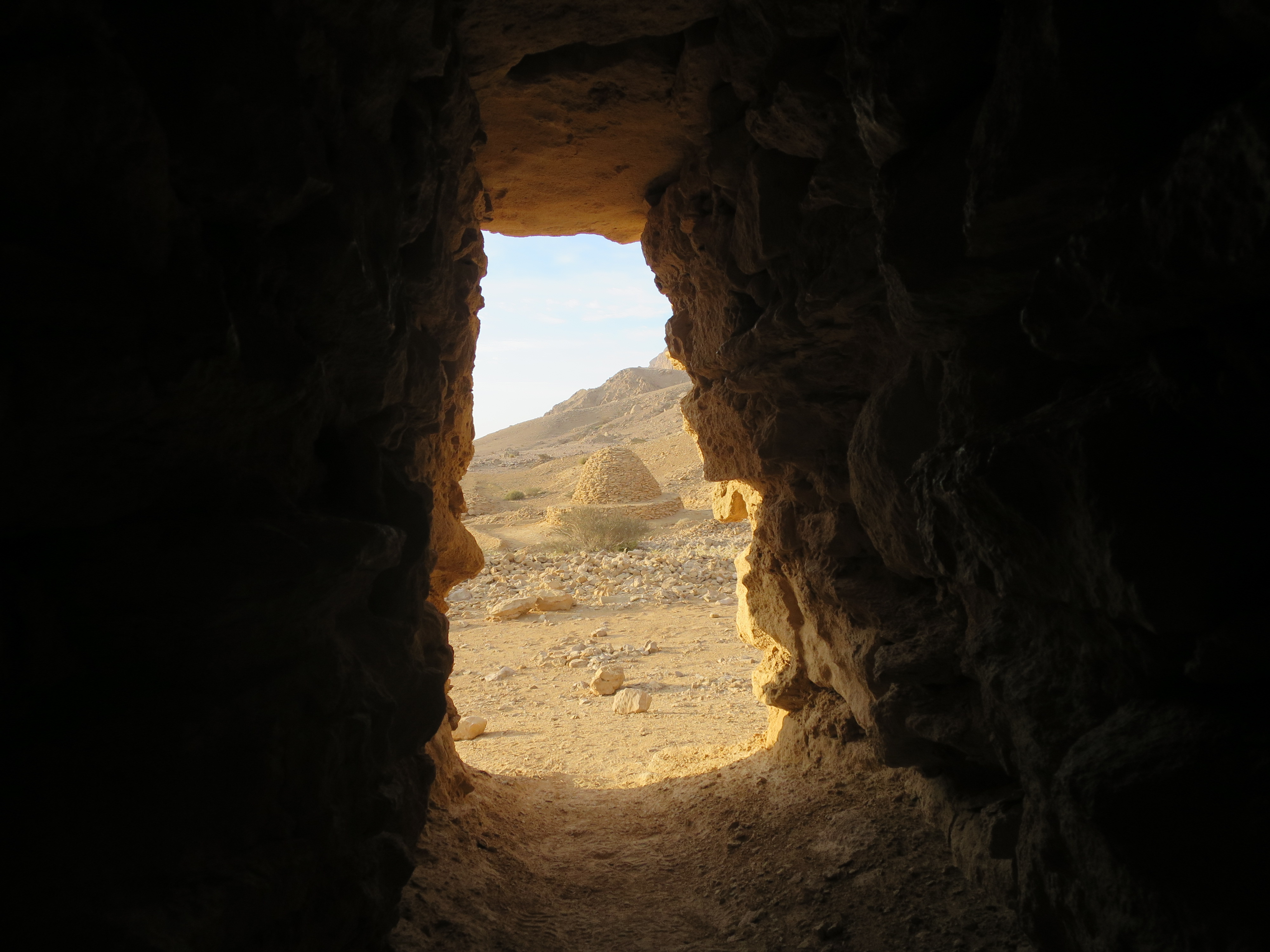
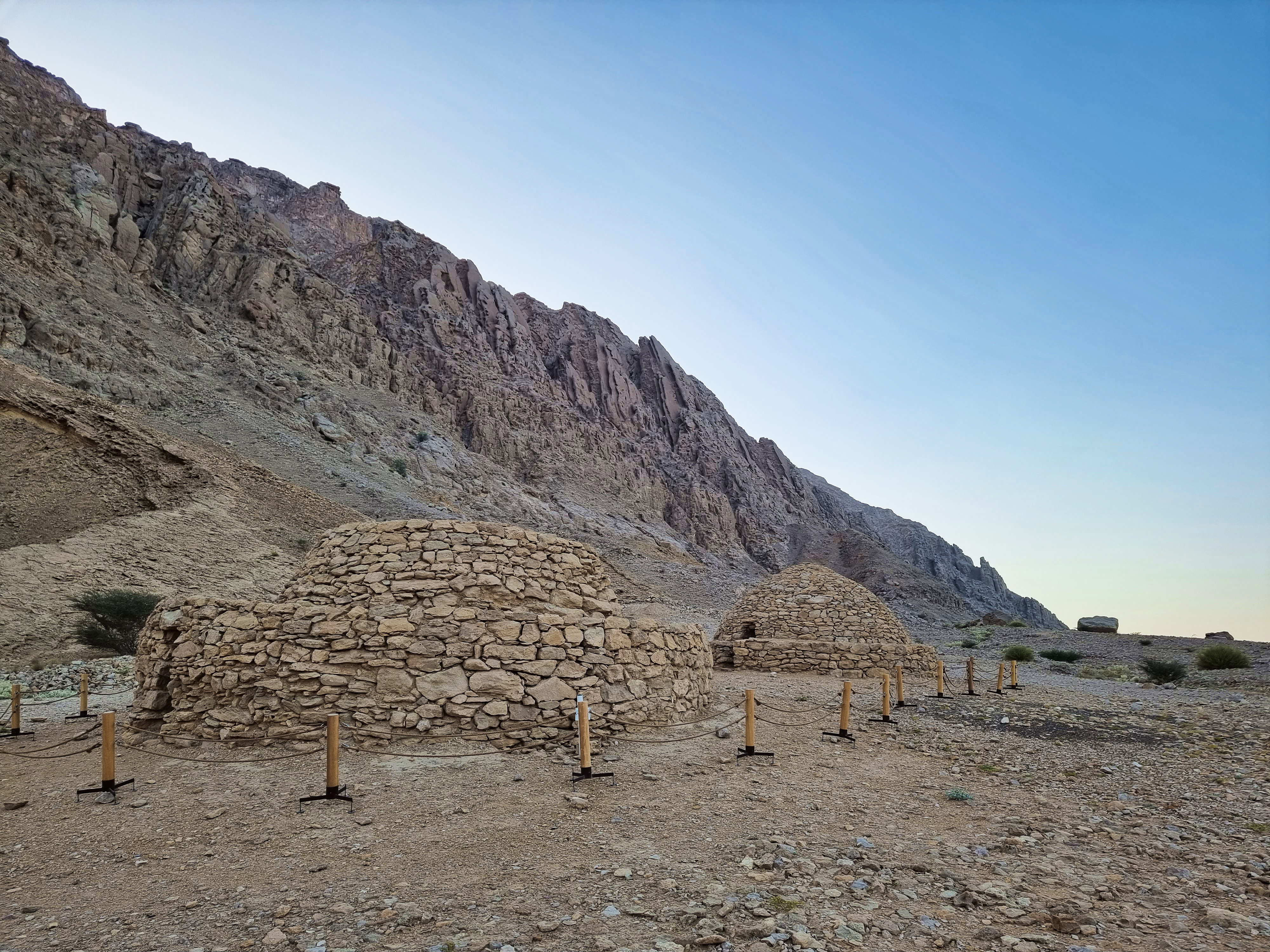
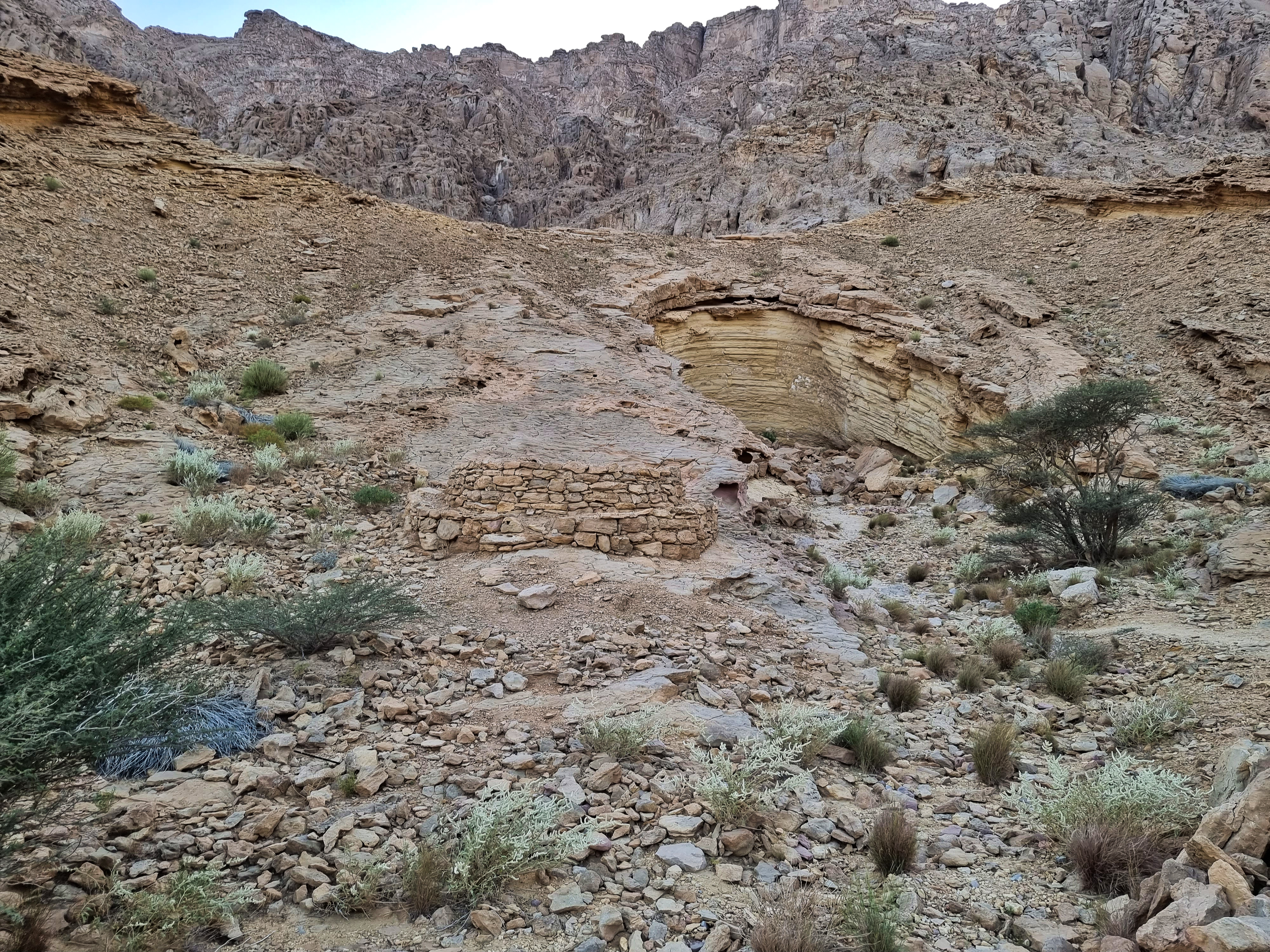
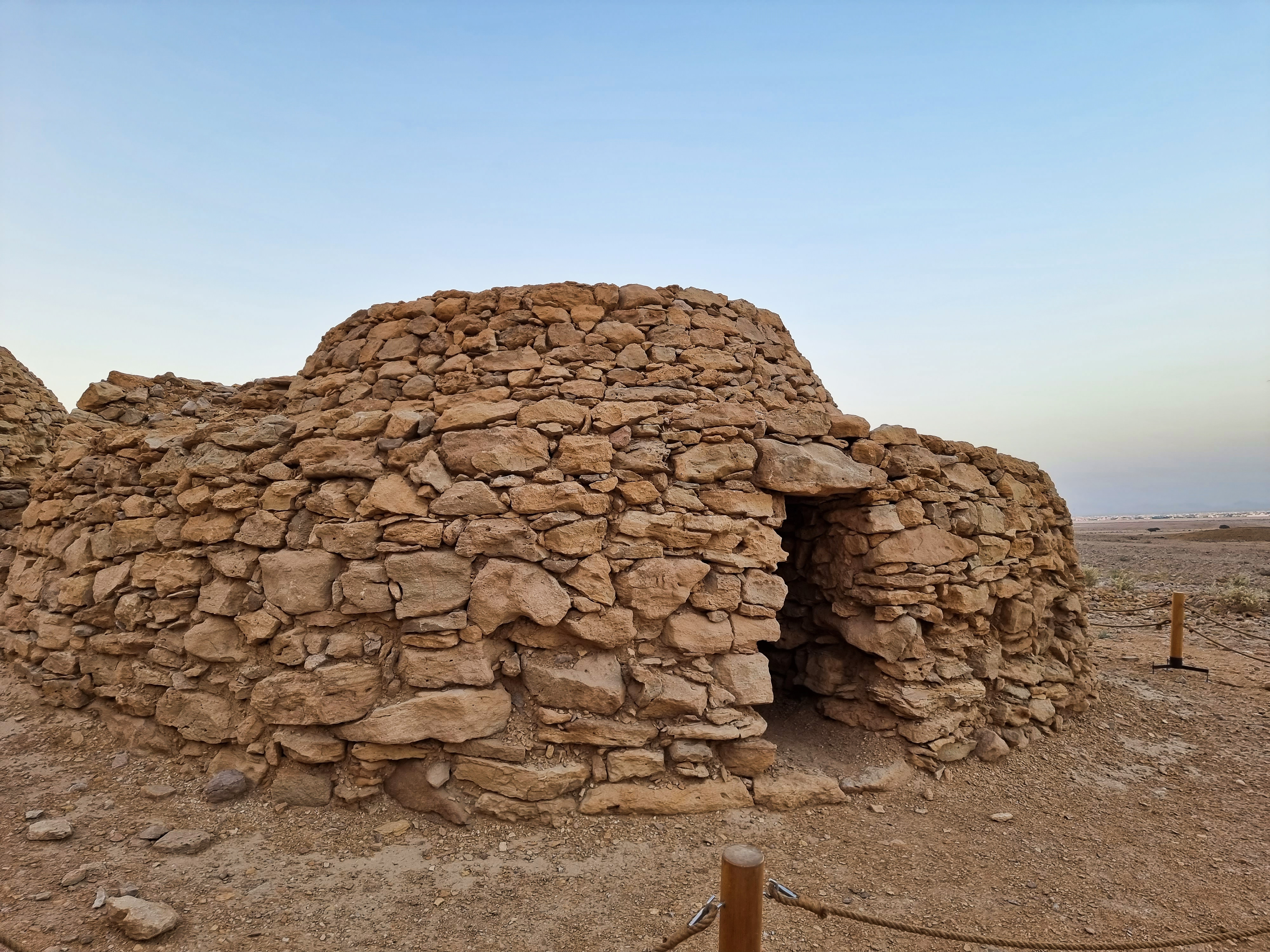

## أنظر أيضاََ
- جبل حفيت
- منتزه جبل حفيت الصحراوي
- منطقة العين
- أبو ظبي
- دبي